# Demissão de Douglas MacArthur

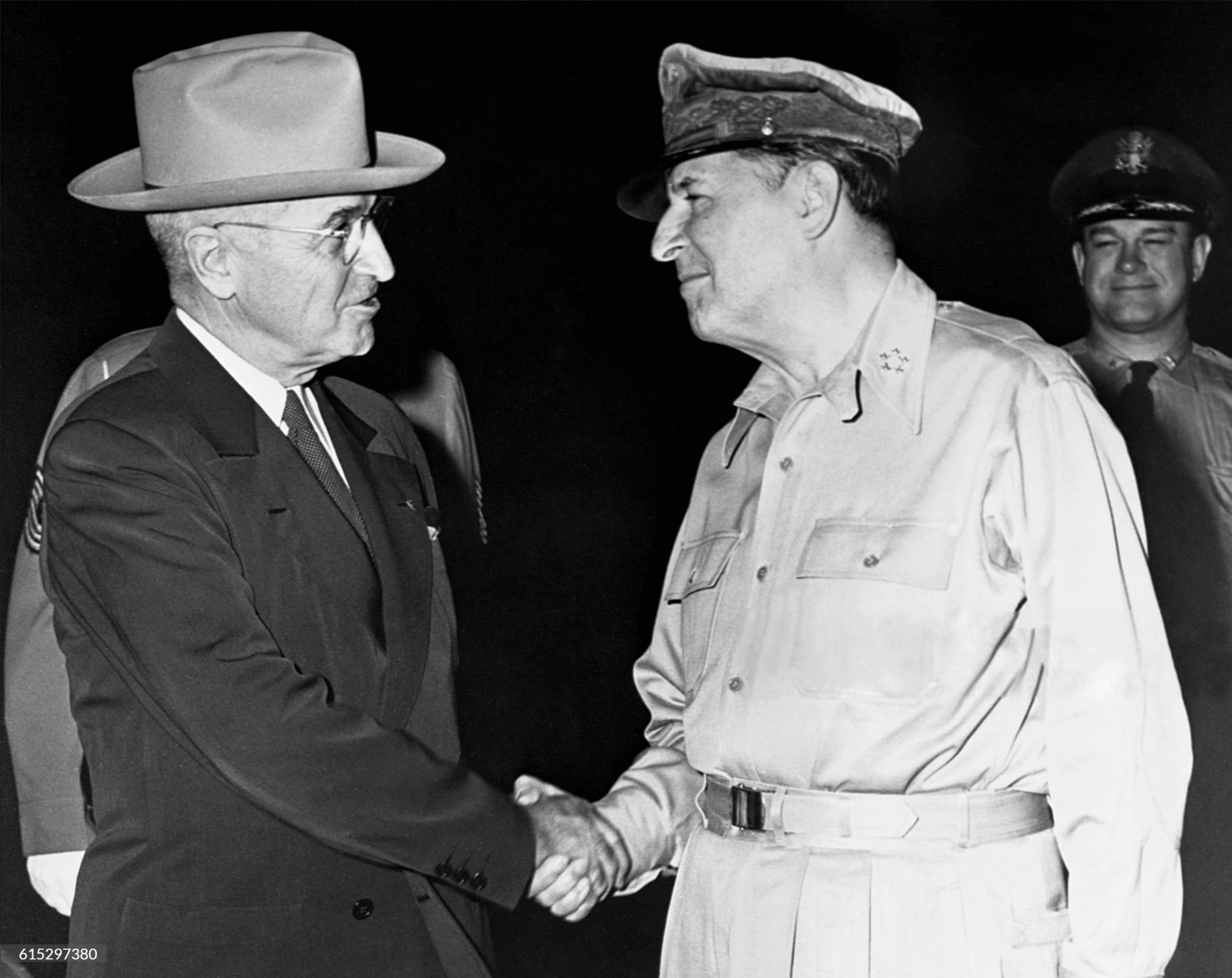
O General do Exército dos Estados Unidos, Douglas MacArthur, aperta a mão do presidente dos EUA, Harry S. Truman, na Conferência da Ilha Wake, sete meses antes de Truman dispensar MacArthur do comando.

Em 11 de abril de 1951, o presidente dos EUA, Harry S. Truman, dispensou o General do Exército Douglas MacArthur de seus comandos depois que MacArthur fez declarações públicas que contradiziam as políticas do governo. MacArthur foi um herói popular da Segunda Guerra Mundial que era então comandante das forças do Comando das Nações Unidas que lutaram na Guerra da Coreia, e a sua demissão continua a ser um tema controverso no campo das relações civis-militares.
MacArthur liderou as forças aliadas no Sudoeste do Pacífico durante a Segunda Guerra Mundial, e depois da guerra foi responsável pela ocupação do Japão. Nesta última função, MacArthur conseguiu acumular um poder considerável sobre a administração civil do Japão. Eventualmente, ele ganhou um nível de experiência política sem precedentes e que ainda não foi repetido por qualquer outra pessoa que servisse ativamente como oficial de bandeira nas forças armadas dos EUA.
Quando a Coreia do Norte invadiu a Coreia do Sul em junho de 1950, iniciando a Guerra da Coreia, MacArthur foi designado comandante das forças das Nações Unidas que defendiam a Coreia do Sul. Ele concebeu e executou o ataque anfíbio em Inchon em 15 de setembro de 1950, mas quando seguiu a sua vitória com uma invasão em grande escala da Coreia do Norte sob as ordens de Truman, a China infligiu uma série de derrotas, obrigando-o a retirar-se da Coreia do Norte. Em abril de 1951, a situação militar se estabilizou, mas MacArthur continuou a criticar publicamente seus superiores e tentou escalar o conflito, levando Truman a dispensar MacArthur de seus comandos. O Comitê de Serviços Armados e o Comitê de Relações Exteriores do Senado dos EUA realizaram um inquérito conjunto sobre a situação militar e as circunstâncias que cercaram o alívio de MacArthur, e concluíram que "a destituição do General MacArthur estava dentro dos poderes constitucionais do Presidente, mas as circunstâncias eram um choque ao orgulho nacional". 
Um exército apolítico era uma tradição americana. O princípio do controlo civil dos militares também estava enraizado. O controlo civil era uma questão, considerando a divisão constitucional de poderes entre o presidente, como comandante-em-chefe, e o Congresso, com o seu poder de formar exércitos, manter uma marinha e declarar guerra. Esta foi também uma época em que a crescente complexidade da tecnologia militar levou à criação de forças armadas profissionais e as forças americanas foram empregadas no exterior em grande número. Ao aliviar MacArthur por não ter "respeitado a autoridade do presidente" ao comunicar-se privadamente com o Congresso, Truman manteve o papel do presidente como proeminente.

## Antecedentes

### Harry S. Truman

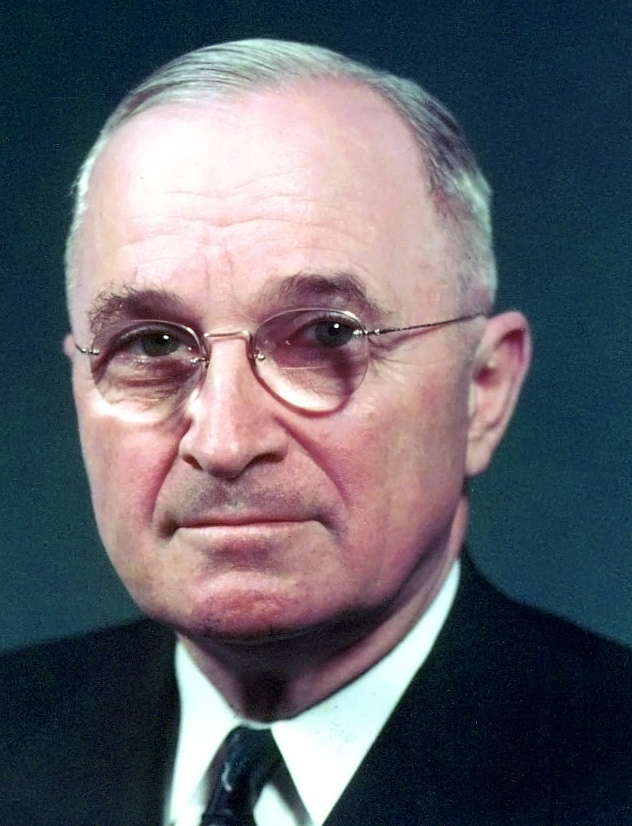
Truman em 1947

Harry S. Truman tornou-se presidente dos Estados Unidos com a morte de Franklin D. Roosevelt em 1945, e obteve uma vitória inesperada nas eleições presidenciais de 1948. Ele foi o único presidente que serviu depois de 1897 sem diploma universitário.  Embora não fosse altamente educado, Truman era culto.  Quando seus amigos do ensino médio foram para a universidade estadual em 1901, ele se matriculou em uma escola de negócios local, mas durou apenas um semestre. Mais tarde, ele fez cursos noturnos na Faculdade de Direito de Kansas City, mas desistiu.  Truman tentou ser admitido na Academia Militar dos Estados Unidos em West Point, mas foi rejeitado por sua deficiência visual. Ele estava orgulhoso de seu serviço militar na artilharia durante a Primeira Guerra Mundial, e continuou a ocupar uma comissão de reserva, eventualmente alcançando o posto de coronel. 
Em vez de soldados profissionais, Truman selecionou dois Guardas Nacionais, Harry H. Vaughan e Louis H. Renfrow, como seus assessores militares.  Truman observou certa vez que não entendia como o Exército dos EUA poderia "produzir homens como Robert E. Lee, John J. Pershing, Eisenhower e Bradley e ao mesmo tempo produzir Custers, Pattons e MacArthur". 
Durante a Revolta dos Almirantes de 1949, vários oficiais da Marinha discordaram publicamente da política do governo sobre cortes na aviação naval e na capacidade de guerra anfíbia, resultando na dispensa do Chefe de Operações Navais, Almirante Louis Denfeld, e em sua substituição pelo Almirante Forrest Sherman.  Em depoimento perante a investigação do Comitê de Serviços Armados da Câmara sobre o caso em outubro de 1949, o Presidente do Estado-Maior Conjunto, General Omar Bradley, duvidou que algum dia houvesse outra operação anfíbia em grande escala. 

### Douglas MacArthur

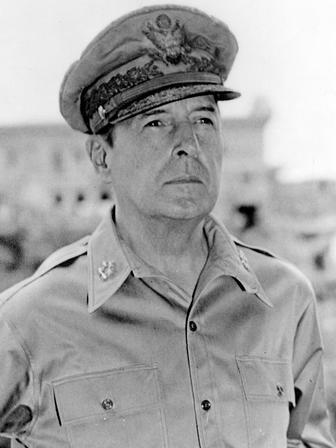
MacArthur c. 1945

Em estatura e antiguidade, o General do Exército Douglas MacArthur era o principal general do Exército. Filho do Tenente-general Arthur MacArthur Jr., ganhador da Medalha de Honra por ações durante a Guerra Civil Americana,  ele se formou como o primeiro da turma de West Point em 1903,  mas nunca frequentou um escola de serviço avançado, exceto para o curso de engenharia em 1908.  Ele teve um histórico de combate distinto na Primeira Guerra Mundial, e serviu como Chefe do Estado-Maior do Exército dos Estados Unidos de 1930 a 1935, trabalhando em estreita colaboração com os presidentes Herbert Hoover e Franklin Roosevelt, apesar de conflitos ocasionais sobre o orçamento militar.  Mais tarde, ele compararia o "autocontrole extraordinário" de Roosevelt  com o "temperamento violento e paroxismos de raiva ingovernável" de Truman. 
Além de seu serviço durante a Primeira Guerra Mundial no México e na Europa, suas missões no exterior foram na Ásia e no Pacífico. Durante a Segunda Guerra Mundial, ele se tornou um herói nacional e recebeu a Medalha de Honra pela defesa malsucedida das Filipinas na Batalha de Bataan. Ele havia comandado os exércitos Aliados na Campanha da Nova Guiné e na Campanha das Filipinas, cumprindo sua famosa promessa de retornar às Filipinas. Em 1944 e 1948, foi considerado um possível candidato republicano à presidência. Após a guerra, como Comandante Supremo das Potências Aliadas, ele supervisionou a ocupação do Japão e desempenhou um papel importante na transformação política e social do pós-guerra daquele país. 
Em 1950, a ocupação do Japão estava diminuindo, mas MacArthur permaneceu no país como Comandante-em-Chefe do Extremo Oriente, cargo para o qual foi nomeado por Truman em 1945.  MacArthur teve que lidar com cortes profundos no orçamento de defesa que viram o número de suas tropas diminuir de 300.000 em 1947 para 142.000 em 1948. Apesar dos seus protestos, seguiram-se novas reduções e, em Junho de 1950, havia apenas 108.000 soldados no seu Comando do Extremo Oriente.  Os cortes nos fundos e no pessoal produziram escassez de equipamentos utilizáveis. Dos 18.000 jipes do Comando do Extremo Oriente, 10.000 estavam inutilizáveis; dos seus 13.7802+1⁄2 caminhões 6x6 de toneladas, apenas 4.441 estavam em condições de uso. Do lado positivo, o Comando do Extremo Oriente iniciou um programa de recuperação e renovação de material de guerra de stocks abandonados em todo o Pacífico. Isto não só recuperou uma grande quantidade de provisões e equipamentos valiosos, mas também gerou uma indústria útil de reparos e reconstrução no Japão. Entretanto, o afastamento das funções de ocupação permitiu um maior enfoque no treino para o combate. 

## Eventos que motivaram a demissão

### Guerra da Coreia

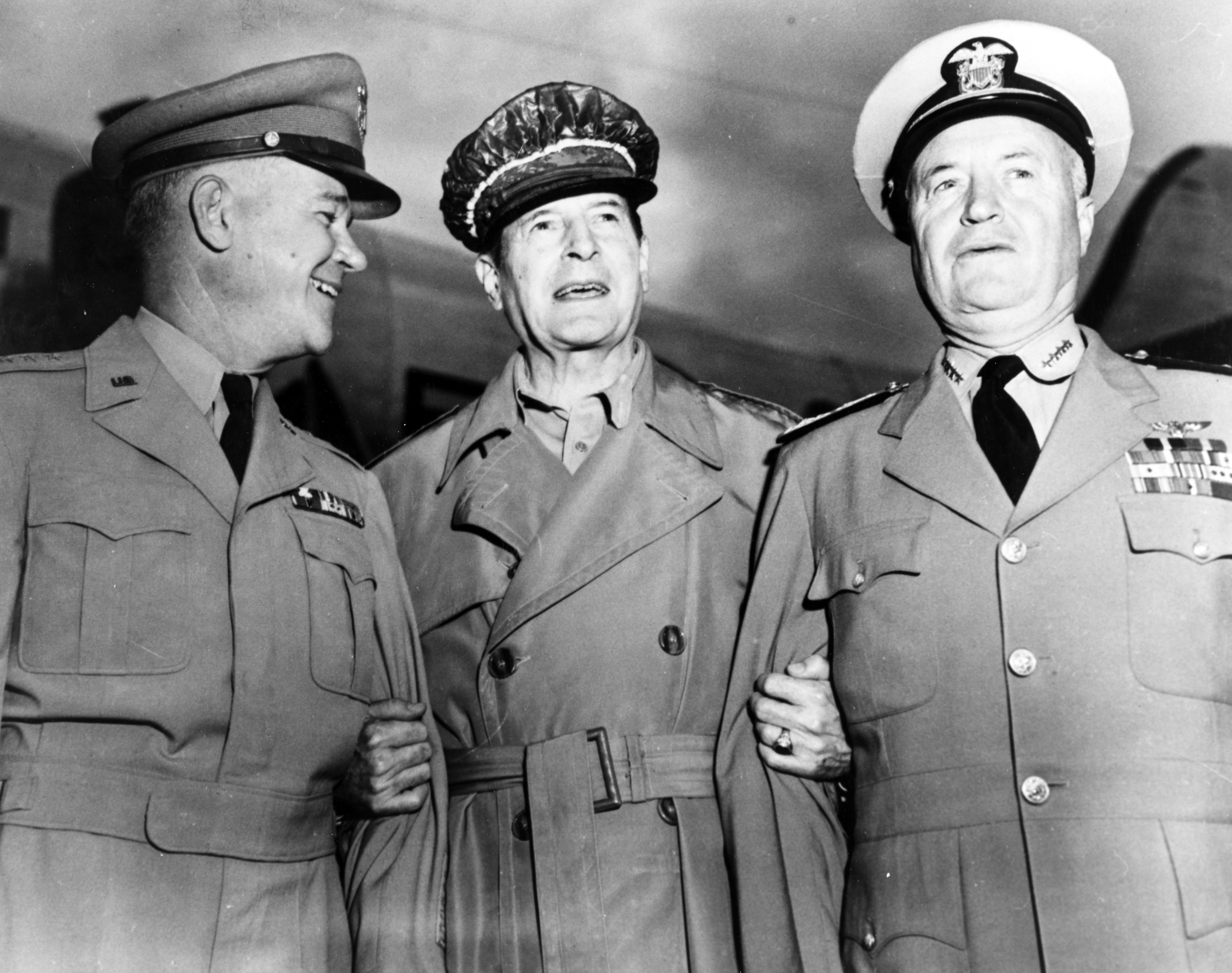
MacArthur (centro) com o Chefe do Estado-Maior do Exército, General J. Lawton Collins (à esquerda) e o Chefe de Operações Navais, Almirante Forrest Sherman (à direita)

A Coreia do Norte invadiu a Coreia do Sul em 25 de junho de 1950, iniciando a Guerra da Coreia. Em resposta a um pedido urgente do Grupo Consultivo Militar Coreano por mais munição, MacArthur, por sua própria iniciativa, ordenou que o navio de transporte MSTS Sgt. George D Keathley, então no porto de Yokohama, para ser carregado com munição e navegar para Pusan.  O Presidente Truman reuniu-se com o Estado-Maior Conjunto e outros conselheiros naquele dia em Blair House e aprovou as ações já tomadas por MacArthur e pelo Secretário de Estado Dean Acheson.  Numa outra reunião em Blair House realizada na noite de 26 de junho, em meio a relatos de uma situação de rápida deterioração na Coreia do Sul, Truman aprovou o uso de forças aéreas e navais contra alvos militares ao sul do Paralelo 38 N. 
Posteriormente, em 27 de Junho, o Conselho de Segurança das Nações Unidas aprovou a Resolução 83, que recomendava que "os membros das Nações Unidas fornecessem à República da Coreia a assistência necessária para repelir o ataque armado e para restaurar a paz e a segurança internacionais no área".  A capital sul-coreana, Seul, caiu em 28 de junho.  No dia seguinte, Truman autorizou operações aéreas e navais ao norte do paralelo 38, que MacArthur já havia ordenado.  No entanto, foi só em 30 de junho, após um relatório preocupante sobre a situação militar de MacArthur, que Truman finalmente autorizou o uso de forças terrestres. 
Em 8 de julho, a conselho do Estado-Maior Conjunto, Truman nomeou MacArthur comandante do Comando das Nações Unidas na Coreia do Sul.  Ele permaneceu como Comandante-em-Chefe do Extremo Oriente e Comandante Supremo das Potências Aliadas.  MacArthur foi forçado a comprometer suas forças no Japão no que mais tarde descreveu como uma "ação desesperada de retaguarda".  Em julho, Truman enviou o Chefe do Estado-Maior do Exército, General J. Lawton Collins, e o Chefe do Estado-Maior da Força Aérea, General Hoyt S. Vandenberg, para relatar a situação. Eles se reuniram com MacArthur e seu chefe de gabinete, major-general Edward Almond, em Tóquio, em 13 de julho. MacArthur impressionou-os com o perigo de subestimar os norte-coreanos, a quem caracterizou como "bem equipados, bem liderados e treinados para a batalha, e que por vezes superaram as nossas tropas em até vinte para um".  Ele propôs primeiro deter o avanço norte-coreano e depois contra-atacar, envolvendo os norte-coreanos com uma operação anfíbia, mas o momento dependia da chegada de reforços dos Estados Unidos. 
Bradley levantou a possibilidade de usar armas nucleares na Coréia em uma reunião do Estado-Maior Conjunto em 9 de julho de 1950, por instigação de Eisenhower, mas não houve apoio para a ideia. O Estado-Maior do Exército enviou um telegrama a Collins em Tóquio, sugerindo que ele buscasse a opinião de MacArthur.  Numa teleconferência em 13 de julho, o major-general Charles L. Bolte propôs o envio de armas nucleares.  MacArthur já havia recusado propostas da Força Aérea para bombardear cidades norte-coreanas,  e sugeriu que bombas atômicas poderiam ser usadas para isolar a Coreia do Norte, destruindo pontes e túneis. O Estado-Maior do Exército considerou isso impraticável.   Em 28 de julho, o Estado-Maior Conjunto decidiu enviar dez bombardeiros B-29 com capacidade nuclear da 9ª Ala de Bombardeio para Guam como um impedimento à ação chinesa contra Taiwan. Truman negou publicamente que estivesse considerando o uso de armas nucleares na Coreia, mas autorizou a transferência para Guam de bombas atômicas sem seus núcleos físseis.  A implantação não correu bem; um dos bombardeiros caiu na decolagem da Base Aérea de Fairfield-Suisun, na Califórnia, em 5 de agosto, matando o comandante da missão, brigadeiro-general Robert F. Travis, e outras 18 pessoas.  Os nove bombardeiros restantes permaneceram em Guam até 13 de setembro, quando retornaram aos Estados Unidos. As montagens de bombas ficaram para trás. 
Numa conferência de imprensa em 13 de julho, Truman foi questionado se as forças dos Estados Unidos cruzariam o paralelo 38 para a Coreia do Norte, e ele respondeu que "tomaria essa decisão quando fosse necessário fazê-lo".  Alguns de seus conselheiros, incluindo o Secretário de Estado Adjunto para Assuntos do Extremo Oriente, Dean Rusk, e o Diretor do Escritório de Assuntos do Nordeste Asiático, John M. Allison, argumentaram que a Resolução 83 do Conselho de Segurança fornecia uma base legal para a invasão da Coreia do Norte. Outros, como George F. Kennan e Paul Nitze, discordaram. Juntamente com a legalidade, a administração também teve de considerar o perigo de intervenção da União Soviética ou da República Popular da China se as forças das Nações Unidas se aproximassem das suas fronteiras. 

### Batalha de Incheon

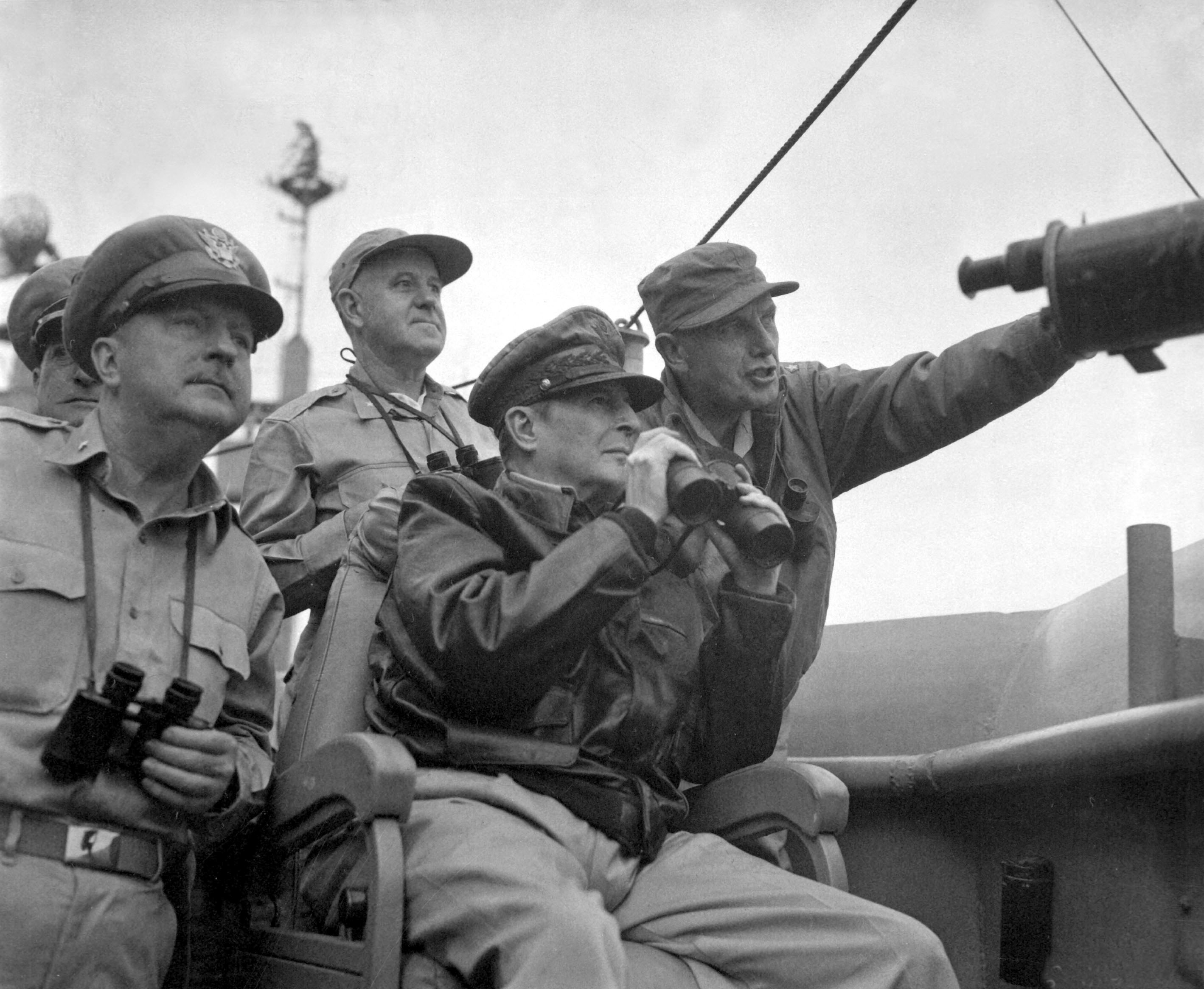
O Brigadeiro General Courtney Whitney (à esquerda), o General do Exército Douglas MacArthur (sentado) e o Major General Edward Almond (à direita) observam o bombardeio de Inchon do.

As ambições iniciais de MacArthur para uma operação anfíbia contra a Coreia do Norte tiveram que ser arquivadas devido à deterioração da situação no sul, o que o obrigou a comprometer a formação destinada ao ataque, a 1ª Divisão de Cavalaria, para a defesa do Perímetro de Pusan,  para o qual o Oitavo Exército recuou em agosto.  MacArthur então retomou o planejamento de uma operação anfíbia, que ele agendou provisoriamente para 15 de setembro de 1950. Oficiais da Marinha e do Corpo de Fuzileiros Navais, como o contra-almirante James H. Doyle, comandante do Grupo Anfíbio Um, e o major-general Oliver P. Smith, comandante da 1ª Divisão de Fuzileiros Navais, ficaram horrorizados com as propostas praias de desembarque em Inchon, que apresentavam marés enormes., amplos lodaçais, canais estreitos e traiçoeiros e altos paredões.  Omar Bradley chamou-o de "o pior lugar possível já selecionado para um pouso anfíbio".  Embora a área de Inchon-Seul fosse um importante centro de comunicações, os riscos do desembarque eram assustadores. Collins e Sherman voaram para Tóquio para serem informados sobre os planos por MacArthur,  que declarou: "Desembarcaremos em Inchon e eu os esmagarei." 
MacArthur foi convidado para falar no 51º Acampamento Nacional dos Veteranos de Guerras Estrangeiras em Chicago, em 26 de agosto de 1950. Ele recusou o convite, mas em vez disso enviou uma declaração que poderia ser lida em voz alta,  na qual contradizia a política de Truman em relação à ilha de Formosa,  dizendo: "Nada poderia ser mais falacioso do que o argumento desgastado daqueles que defendemos o apaziguamento e o derrotismo no Pacífico, pois se defendermos Formosa, alienaremos a Ásia continental."  Truman ficou furioso com a palavra "apaziguamento" e discutiu a possibilidade de aliviar MacArthur com o secretário de Defesa Louis A. Johnson. Johnson respondeu que MacArthur era "um dos maiores, senão o maior generais da nossa geração".  Truman disse a Johnson para enviar a MacArthur uma ordem retirando sua declaração, o que ele fez; mas já havia sido lido no Congressional Record. No final das contas, não foi MacArthur quem ficou aliviado, mas Johnson. Truman ficou irritado com o conflito de Johnson com o Secretário de Estado Acheson e, embora tivesse dito que Johnson permaneceria seu Secretário de Defesa "enquanto eu fosse presidente",  ele pediu a Johnson sua renúncia.  Publicamente, Johnson recebeu grande parte da culpa pelos cortes na defesa que levaram à falta de preparação e às consequentes derrotas iniciais na Coreia.  Ele foi substituído pelo General do Exército George Marshall. 
MacArthur sustentou que o seu objetivo militar era a destruição do exército norte-coreano. Sendo esse o caso, seriam necessárias operações a norte do paralelo 38, embora o seu Chefe do Estado-Maior Adjunto, G-2, major-general Charles A. Willoughby, tenha avisado em 31 de Agosto que 37 divisões chinesas se estavam a agrupar na fronteira entre a China e o Norte. Coréia. O Estado-Maior Conjunto concordou com MacArthur nesta questão.  Um documento do Conselho de Segurança Nacional endossou a legalidade da acção a norte do paralelo 38. O jornal recomendou que apenas tropas sul-coreanas fossem empregadas nas regiões fronteiriças com a China e a Rússia. Caso a União Soviética interviesse, MacArthur recuaria imediatamente para o paralelo 38; mas no caso da intervenção chinesa, ele deveria continuar a lutar "enquanto a acção das forças militares da ONU oferecesse uma oportunidade razoável de resistência bem sucedida".  Truman endossou o relatório em 11 de setembro, mas MacArthur permaneceu no escuro por causa da mudança de secretários de Defesa e não foi informado até 22 de setembro.  Quando Truman foi questionado, numa conferência de imprensa em 21 de Setembro, se tinha concluído a realização de operações na Coreia do Norte, ele respondeu que não. 
Entretanto, o ataque anfíbio de MacArthur em Inchon prosseguiu em 15 de setembro. "O sucesso de Inchon foi tão grande e o prestígio subsequente do General MacArthur foi tão avassalador", lembrou Collins mais tarde, "que os Chefes hesitaram em questionar planos e decisões posteriores do general, que deveriam ter sido contestados."  Em resposta a um boato de que o Oitavo Exército planejava parar no paralelo 38 e aguardar a autorização das Nações Unidas para cruzar, Marshall enviou uma mensagem a MacArthur informando-o que: "Queremos que você se sinta desimpedido taticamente e estrategicamente para prosseguir para o norte do paralelo 38. O anúncio acima mencionado pode precipitar constrangimento na ONU, onde o desejo evidente é não ser confrontado com a necessidade de uma votação sobre a aprovação, mas sim descobrir que você considerou militarmente necessário fazê-lo.  Poucos dias depois, MacArthur foi instruído a não anunciar que suas forças haviam cruzado o paralelo 38.  Em 7 de Outubro, foi aprovada uma resolução da Assembleia Geral das Nações Unidas que poderia ser amplamente interpretada como permitindo a invasão da Coreia do Norte. 

### Conferência da Ilha Wake

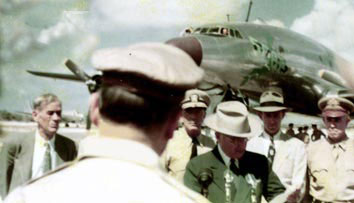
O presidente Truman lê a citação para a concessão de folhas de carvalho à Medalha de Serviço Distinto de MacArthur na Ilha Wake. Ao fundo estão, a partir da esquerda: o secretário de imprensa Charles Ross, o comandante em chefe almirante do Pacífico Arthur Radford, o secretário do Exército Frank Pace e o presidente do Estado-Maior Conjunto, general Omar Bradley.

Com a aproximação das eleições de meio de mandato de 1950 e a abstenção de Truman de fazer campanha aberta enquanto as tropas lutavam na Coréia, membros da equipe de Truman, principalmente George Elsey, encontraram outra maneira de angariar votos para o Partido Democrata.    Em julho de 1944, o presidente Franklin Roosevelt havia viajado ao Havaí para se encontrar com MacArthur e o almirante Chester Nimitz. Nesta reunião, Roosevelt tomou a decisão de atacar as Filipinas no último ano da guerra do Pacífico.  Foi um triunfo político num ano eleitoral, refutando as afirmações republicanas de que Roosevelt se fixava na Europa em detrimento do Pacífico. 
Truman imitou isso voando para o Pacífico para encontrar MacArthur. Inicialmente, Truman não ficou entusiasmado com a ideia, pois não gostava de manobras publicitárias,  mas em outubro de 1950, após as vitórias em Pusan e Inchon, a estrela de MacArthur estava brilhando.  Ao se encontrar com ele, Truman poderia enfatizar sua participação nas vitórias, como Comandante-em-Chefe.  Uma mensagem foi enviada a MacArthur sugerindo um encontro no Havaí ou na Ilha Wake.  MacArthur respondeu que "ficaria encantado em encontrar o Presidente na manhã do dia 15 na Ilha Wake".  Quando MacArthur descobriu que o presidente traria consigo a mídia noticiosa, MacArthur perguntou se poderia trazer correspondentes de Tóquio. Seu pedido foi negado. 
Truman chegou à Ilha Wake no dia 15 de outubro, onde foi recebido na pista por MacArthur, que havia chegado no dia anterior.  MacArthur apertou a mão do presidente em vez de saudá-lo e recusou a oferta de ficar para almoçar com o presidente, o que Bradley considerou "um insulto".  Isso não incomodou Truman; o que incomodou o presidente, um ex-armarinho, foi o "presunto gorduroso e a tampa dos ovos que evidentemente estava em uso há vinte anos" de MacArthur.  A reunião, que não tinha agenda nem estrutura, tomou a forma de uma discussão livre entre o Presidente e os seus conselheiros, por um lado, e MacArthur e o Comandante-em-Chefe da Frota do Pacífico, Almirante Arthur Radford, por outro. Os tópicos discutidos incluíram Formosa, as Filipinas e as guerras no Vietnã e na Coréia.  MacArthur observou que "Nenhuma nova política, nenhuma nova estratégia de guerra ou política internacional foi proposta ou discutida."  Robert Sherrod, que esteve presente como correspondente, sentiu que "não tinha testemunhado nada além de uma peça de arquibancada política". 

MacArthur disse coisas que mais tarde seriam usadas contra ele.   Quando questionado pelo Presidente sobre as probabilidades de intervenção soviética ou chinesa na Coreia, MacArthur respondeu:
Muito poucas. Se tivessem interferido no primeiro ou no segundo mês, teria sido decisivo. Não temos mais medo da sua intervenção. Não estamos mais de chapéu na mão. Os chineses têm 300 mil homens na Manchúria. Destes, provavelmente não mais de 100-115.000 estão distribuídos ao longo do rio Yalu. Apenas 50-60.000 pessoas conseguiram atravessar o rio Yalu. Eles não têm Força Aérea. Agora que temos bases para a nossa Força Aérea na Coreia, se os chineses tentassem chegar a Pyongyang, haveria o maior massacre.
MacArthur expressou a esperança de que o Oitavo Exército pudesse retirar-se para o Japão até o final do ano. Quando Bradley perguntou se uma divisão poderia ser enviada para a Europa, MacArthur respondeu que poderia disponibilizar uma em janeiro.  Na verdade, as tropas chinesas já tinham começado a cruzar o Yalu para a Coreia do Norte e, em Novembro, 180 mil já o tinham feito. 

### Intervenção chinesa
Ao retornar de Wake, MacArthur enfrentou o desafio de transformar suas promessas em realidade. Em 24 de outubro, ele ordenou que seus principais subordinados, o tenente-general Walton Walker, comandante do Oitavo Exército, e o major-general Edward Almond do X Corpo de Exército, "avançassem com toda velocidade e plena utilização de todas as suas forças".  Ele também levantou a proibição de tropas que não fossem sul-coreanas operarem ao longo das fronteiras com a China e a União Soviética. Collins considerou isto uma violação das ordens que o Estado-Maior Conjunto tinha emitido em 27 de Setembro,  mas MacArthur salientou que era apenas, nas palavras da directiva original, "uma questão de política".  Ele acrescentou que o assunto havia sido levantado na Ilha Wake, mas ninguém mais se lembrou disso,  especialmente Truman, que, sem saber dessas discussões, disse aos repórteres em 26 de outubro que os coreanos e não os americanos ocupariam as áreas fronteiriças.  Em poucos dias, as forças de MacArthur encontraram os chineses na Batalha de Onjong e na Batalha de Unsan. 
Truman não substituiu MacArthur pelos reveses militares na Coreia em novembro e dezembro de 1950. Truman afirmou mais tarde que sentia que MacArthur não era mais culpado do que o General do Exército Dwight Eisenhower pelos reveses militares que sofreu durante a Batalha do Bulge. Mas isso não significa que isso não tenha influenciado sua decisão.  “Eu o considerava um grande estrategista”, lembrou Truman mais tarde, “até que ele marchou para a Coreia do Norte sem o conhecimento que deveria ter da chegada dos chineses”. 
Numa tentativa de retardar o avanço chinês, MacArthur ordenou que as pontes sobre o Yalu fossem bombardeadas. Após a devida consulta com seus conselheiros, Truman declarou que não aprovaria tal ação, e o Estado-Maior Conjunto cancelou a ordem.  Quando MacArthur protestou, o Presidente e o Estado-Maior Conjunto autorizaram os bombardeamentos, sob a condição de que o espaço aéreo chinês não fosse violado. O major-general Emmett O'Donnell mais tarde citaria isso no inquérito do Congresso sobre a ajuda de MacArthur como um exemplo de interferência política indevida em operações militares. O rio Yalu tinha muitas curvas e, em alguns casos, havia linhas de abordagem muito restritas sem sobrevoar o Yalu. Isto tornou a vida mais fácil para os artilheiros antiaéreos comunistas, mas correspondentemente menos para a tripulação aérea.  Em poucas semanas, MacArthur foi forçado a recuar, e tanto Truman quanto MacArthur foram forçados a contemplar a perspectiva de abandonar totalmente a Coreia. 

### Armas nucleares

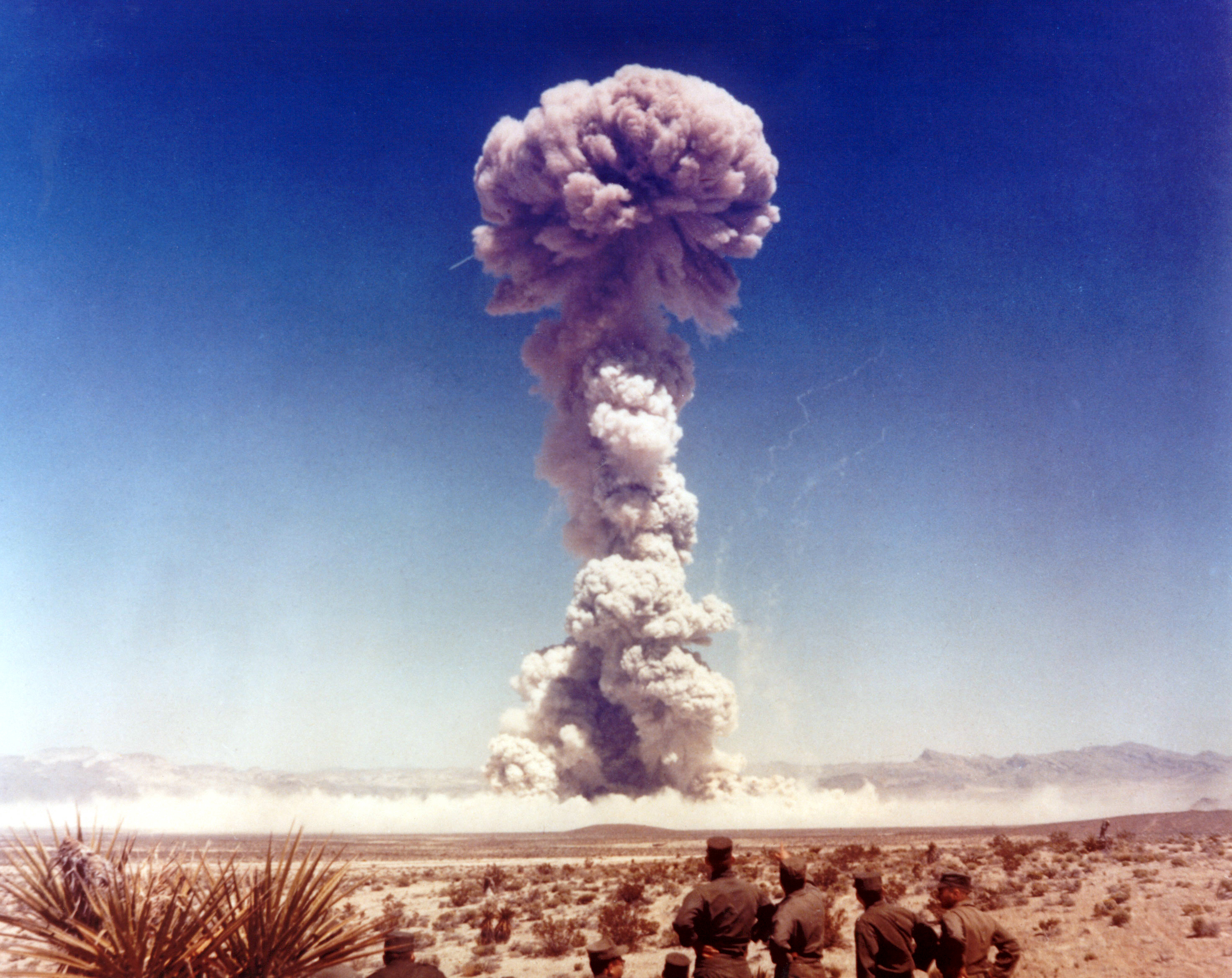
Militares observam a Operação Buster-Jangle em novembro de 1951.

Numa conferência de imprensa em 30 de novembro de 1950, Truman foi questionado sobre o uso de armas nucleares:
Q. Senhor Presidente, pergunto-me se poderíamos reconstituir essa referência à bomba atómica. Compreendemos claramente que o uso da bomba atómica está sob séria consideração?
Truman: Sempre foi. É uma de nossas armas. 
Q. Isso significa, Senhor Presidente, o uso contra objetivos militares ou civis— 
Truman: É uma questão que os militares terão que decidir. Não sou uma autoridade militar que repassa essas coisas. 
Q. Senhor Presidente, talvez fosse melhor se nos permitissem citar as suas observações sobre isso diretamente? 
Truman: Eu não acho—eu não acho que isso seja necessário. 
Q. Senhor Presidente, o senhor disse que isto depende da ação das Nações Unidas. Isso significa que não usaríamos a bomba atômica exceto com autorização das Nações Unidas? 
Truman: Não, isso não significa nada disso. A ação contra a China Comunista depende da ação das Nações Unidas. O comandante militar em campo será responsável pelo uso das armas, como sempre fez.
A implicação era que a autoridade para usar armas atômicas agora estava nas mãos de MacArthur.   A Casa Branca de Truman emitiu um esclarecimento, observando que "apenas o Presidente pode autorizar o uso da bomba atómica, e tal autorização não foi dada", mas o comentário ainda causou agitação nacional e internacional.  Truman abordou uma das questões mais sensíveis nas relações civis-militares no período pós-Segunda Guerra Mundial: o controlo civil das armas nucleares, que foi consagrado na Lei da Energia Atómica de 1946. 
Em 9 de dezembro de 1950, MacArthur solicitou a discricionariedade do comandante de campo para empregar armas nucleares; ele testemunhou que tal emprego seria usado apenas para evitar um retrocesso final, e não para recuperar a situação na Coreia.  Em 24 de Dezembro de 1950, ao responder a um pedido formal do Pentágono, MacArthur apresentou uma lista de "alvos de retardamento" na Coreia, Manchúria e outras partes da China, para os quais seriam necessárias 34 bombas atómicas.    
Em junho de 1950, Louis Johnson divulgou um estudo sobre os usos potenciais de agentes radioativos. De acordo com o major-general Courtney Whitney, MacArthur considerou a possibilidade de usar resíduos radioativos para isolar a Coreia do Norte em dezembro de 1950, mas nunca apresentou isso ao Estado-Maior Conjunto. Após sua demissão, o congressista Albert Gore Sr. apresentou uma proposta semelhante a Truman.  Em janeiro de 1951, MacArthur recusou-se a aceitar propostas para a implantação futura de armas nucleares. 
No início de abril de 1951, o Estado-Maior Conjunto ficou alarmado com o aumento das forças soviéticas no Extremo Oriente, especialmente bombardeiros e submarinos.  Em 5 de abril de 1951, eles redigiram ordens para MacArthur autorizando ataques à Manchúria e à Península de Shantung se os chineses lançassem ataques aéreos contra suas forças originárias de lá.  No dia seguinte, Truman reuniu-se com o presidente da Comissão de Energia Atômica dos Estados Unidos, Gordon Dean,  e providenciou a transferência de nove bombas nucleares Mark 4 para o controle militar.  Dean estava apreensivo em delegar a decisão sobre como elas deveriam ser usadas a MacArthur, que não tinha conhecimento técnico especializado das armas e seus efeitos.  O Estado-Maior Conjunto também não se sentiu totalmente confortável em entregá-los a MacArthur, por medo de que ele pudesse cumprir prematuramente suas ordens.  Em vez disso, decidiram que a força de ataque nuclear se reportaria ao Comando Aéreo Estratégico (SAC).  Desta vez, os bombardeiros foram mobilizados com núcleos físseis.  O SAC não pretendia atacar bases aéreas e depósitos; os bombardeiros teriam como alvo cidades industriais na Coreia do Norte e na China.  O envio de bombardeiros SAC para Guam continuou até o final da guerra. 

Tem havido debate se MacArthur defendeu o emprego de armas nucleares, inclusive sobre se a sua submissão ao Estado-Maior Conjunto equivalia a uma recomendação.   Em seu depoimento perante o Inquérito do Senado, afirmou não ter recomendado seu uso.  Em 1960, MacArthur contestou uma declaração de Truman de que queria usar armas nucleares, dizendo que "o bombardeio atômico na Guerra da Coréia nunca foi discutido nem pelo meu quartel-general nem em qualquer comunicação de ou para Washington"; Truman, admitindo não ter documentação de tal afirmação, disse que estava apenas fornecendo sua opinião pessoal.   Em entrevista com Jim G. Lucas e Bob Considine em 25 de janeiro de 1954, publicada postumamente em 1964, MacArthur disse:
De todas as campanhas da minha vida, 20 grandes para ser exato, [a Coreia foi] aquela da qual eu tinha mais certeza de que estava privado de travar. Eu poderia ter vencido a guerra na Coréia em no máximo 10 dias... Eu teria lançado entre 30 e 50 bombas atômicas em suas bases aéreas e outros depósitos espalhados pelo pescoço da Manchúria.... Era meu plano como nossas forças anfíbias moveram-se para o sul para espalhar atrás de nós — do Mar do Japão ao Mar Amarelo — um cinturão de cobalto radioativo. Poderia ter se espalhado a partir de carroças, carroças, caminhões e aviões... Durante pelo menos 60 anos não poderia ter havido nenhuma invasão terrestre da Coreia pelo norte. O inimigo não poderia ter marchado através daquele cinturão irradiado.
Em 1985, Richard Nixon lembrou-se de ter discutido os bombardeios atômicos de Hiroshima e Nagasaki com MacArthur:
Certa vez, MacArthur me falou muito eloquentemente sobre isso, andando de um lado para o outro em seu apartamento no Waldorf. Ele achou uma tragédia a bomba ter explodido. MacArthur acreditava que as mesmas restrições deveriam ser aplicadas às armas atômicas e às armas convencionais, que o objetivo militar deveria ser sempre o dano limitado aos não-combatentes... MacArthur, veja você, era um soldado. Ele acreditava no uso da força apenas contra alvos militares, e é por isso que a questão nuclear o desligou, o que penso que fala bem dele.
O conselho de MacArthur ao presidente John F. Kennedy durante a próxima crise nuclear da Guerra Fria, a crise dos mísseis cubanos, divulgou seus pontos de vista sobre a guerra nuclear enquanto atuava como conselheiro militar pessoal de Kennedy. Numa longa reunião na Casa Branca entre MacArthur e Kennedy em agosto de 1962, depois que Kennedy recebeu informações de que a União Soviética transportava armas nucleares para Cuba, MacArthur disse a Kennedy para não invadir ou bombardear Cuba e também para não usar armas nucleares em Cuba, o que teria levado à morte de milhares de soldados soviéticos e cubanos. Ele aconselhou Kennedy a simplesmente fazer um bloqueio naval, que foi exactamente o que Kennedy fez dois meses depois, quando a crise atingiu o seu apogeu. “A maior arma de guerra é o bloqueio”, disse ele a Kennedy. “Se a guerra vier, essa é a arma que devemos usar.”  Em contraste com MacArthur, todos os membros do Estado-Maior Conjunto e a maioria do EXCOMM instaram Kennedy a primeiro bombardear e depois invadir Cuba, alegando que um bloqueio mostraria fraqueza e incitaria os soviéticos a tornarem-se mais agressivos. Eles também defenderam o uso de armas nucleares em Cuba se os soviéticos respondessem militarmente a um primeiro ataque dos Estados Unidos.  

### Pressão estrangeira

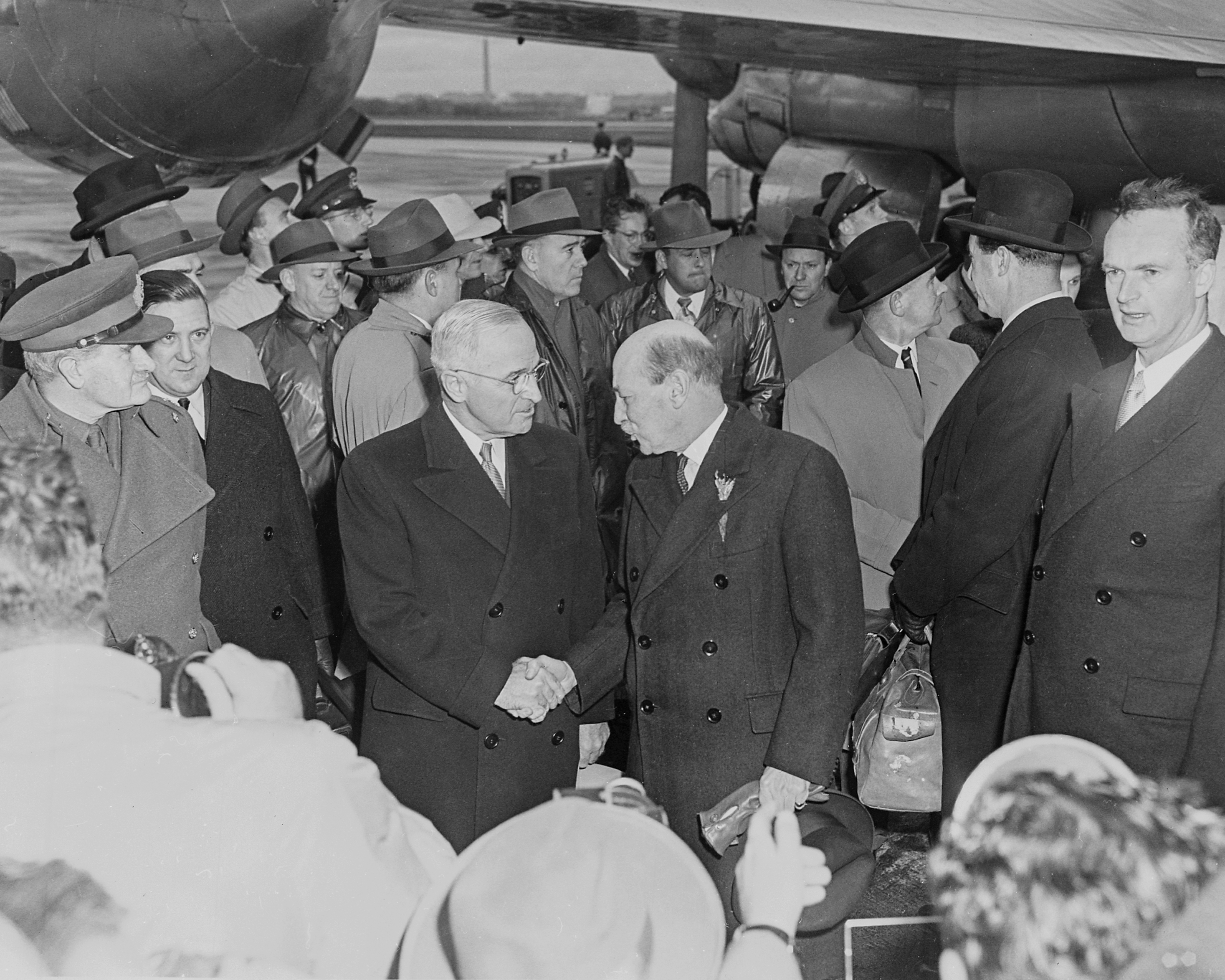
Truman (primeiro plano, à esquerda) cumprimenta o primeiro-ministro britânico Clement Attlee (primeiro plano, à direita) no Aeroporto Nacional de Washington, na chegada de Attlee para negociações sobre a crise coreana. Também estão presentes Sir Oliver Franks, Embaixador Britânico nos Estados Unidos (à direita), e o Marechal de Campo Sir William Slim (à esquerda), o Chefe do Estado-Maior Imperial.

O primeiro-ministro britânico, Clement Attlee, ficou particularmente perturbado com a gafe de Truman sobre as armas nucleares e procurou reviver o Acordo de Quebec durante a guerra, segundo o qual os Estados Unidos não usariam armas nucleares sem o consentimento da Grã-Bretanha.  Os britânicos estavam preocupados com o facto de os Estados Unidos estarem a entrar numa guerra com a China.  Numa visita aos Estados Unidos em dezembro de 1950, Attlee levantou os temores dos governos britânicos e de outros governos europeus de que "o General MacArthur estava comandando o show". Como as opiniões de MacArthur sobre a importância da Ásia nos assuntos mundiais eram bem conhecidas, temia-se que os Estados Unidos desviassem o seu foco da Europa.  Neste caso, MacArthur foi defendido por Bradley,  cuja anglofobia remontava à Segunda Guerra Mundial. 
Os britânicos ficaram alarmados em janeiro de 1951, quando os americanos começaram a falar em evacuar a Coreia. Os britânicos argumentaram que, para manter a fé e a unidade europeias, era vital manter alguma presença na Coreia, mesmo que esta não passasse de um ponto de apoio na área de Pusan. Mais uma vez, Bradley defendeu MacArthur, mas ficou claro que ele havia se tornado um irritante na relação entre os dois países.  A aliança com a própria Grã-Bretanha era impopular no Congresso.  O líder da minoria na Câmara, Joseph William Martin Jr., criticou Truman por seguir a Grã-Bretanha de Attlee até a "escravidão do governo e dívidas paralisantes". 

### Declarações públicas
Em 1 de dezembro de 1950, um repórter perguntou a MacArthur se as restrições às operações contra as forças chinesas no outro lado do rio Yalu eram "uma desvantagem para operações militares eficazes". Ele respondeu que eram de fato "uma enorme desvantagem, sem precedentes na história militar".  Em 6 de dezembro, Truman emitiu uma diretriz exigindo que todos os oficiais militares e funcionários diplomáticos esclarecessem com o Departamento de Estado todas as declarações, exceto as rotineiras, antes de torná-las públicas, "e... abster-se de comunicações diretas sobre política militar ou externa com jornais, revistas e outros meios de publicidade".  O major-general Courtney Whitney deu a MacArthur um parecer jurídico de que isso se aplicava "apenas a declarações públicas formais e não a comunicados, correspondência ou conversas pessoais".  MacArthur fez comentários semelhantes em declarações à imprensa em 13 de fevereiro e 7 de março de 1951. 

Em fevereiro e março de 1951, a maré da guerra começou a mudar novamente e as forças de MacArthur dirigiram-se para o norte. Seul, que caiu em 4 de janeiro,  foi recapturada em 17 de março.  Isto aumentou a esperança em Washington de que os chineses e os norte-coreanos pudessem ser receptivos a um acordo de cessar-fogo, e Truman preparou uma declaração nesse sentido. MacArthur foi informado disso pelos Chefes Conjuntos em 20 de março e alertou o novo comandante do Oitavo Exército, Tenente General Matthew B. Ridgway, que restrições políticas poderiam em breve impor limites às suas operações propostas.  Em 23 de março, MacArthur emitiu um comunicado oferecendo um cessar-fogo aos chineses:
De importância ainda maior do que os nossos sucessos tácticos tem sido a revelação clara de que este novo inimigo, a China Vermelha, de um poder militar tão exagerado e alardeado, carece da capacidade industrial para fornecer adequadamente muitos itens críticos necessários à condução da guerra moderna. Falta-lhe a base de produção e as matérias-primas necessárias para produzir, manter e operar mesmo o poder aéreo e naval moderado, e não pode fornecer o essencial para operações terrestres bem sucedidas, tais como tanques, artilharia pesada e outros refinamentos que a ciência introduziu na condução de operações terrestres e campanhas militares. Anteriormente, o seu grande potencial numérico poderia muito bem ter preenchido esta lacuna, mas com o desenvolvimento dos métodos existentes de destruição maciça, os números por si só não compensam a vulnerabilidade inerente a tais deficiências. O controlo dos mares e do ar, que por sua vez significa o controlo dos abastecimentos, das comunicações e dos transportes, não é menos essencial e decisivo agora do que no passado. Quando esse controle existe, como no nosso caso, e está associado a uma inferioridade do poder de fogo terrestre no caso do inimigo, a disparidade resultante é tal que não pode ser superada pela bravura, por mais fanática que seja, ou pela mais grosseira indiferença às perdas humanas. 

Estas fraquezas militares foram reveladas clara e definitivamente desde que a China Vermelha iniciou a sua guerra não declarada na Coreia. Mesmo sob as inibições que agora restringem a actividade das forças das Nações Unidas e as correspondentes vantagens militares que resultam para a China Vermelha, foi demonstrada a sua total incapacidade de realizar pela força das armas a conquista da Coreia. O inimigo, portanto, já deve estar dolorosamente consciente de que uma decisão das Nações Unidas de se afastar do seu esforço tolerante para conter a guerra na área da Coreia, através de uma expansão das nossas operações militares para as suas áreas costeiras e bases interiores, condenaria China Vermelha ao risco de colapso militar iminente. Estando estabelecidos estes factos básicos, não deverá haver dificuldade insuperável em chegar a decisões sobre o problema coreano se as questões forem resolvidas pelos seus próprios méritos, sem sermos sobrecarregados por questões estranhas não directamente relacionadas com a Coreia, tais como Formosa ou o assento da China no Nações Unidas.
No dia seguinte, MacArthur autorizou Ridgway a avançar até 32km ao norte do Paralelo 38.  Truman relataria mais tarde que "eu estava pronto para chutá-lo no Mar do Norte da China... Nunca fiquei tão chateado em minha vida".  Truman sentiu que o comunicado de MacArthur, que não havia sido aprovado de acordo com a diretiva de dezembro, havia antecipado sua própria proposta. Mais tarde, ele escreveu:
Esta foi uma declaração extraordinária para um comandante militar das Nações Unidas emitir sob sua própria responsabilidade. Foi um ato que desrespeitou totalmente todas as diretivas abster-se de quaisquer declarações sobre política externa. Foi um desafio aberto às minhas ordens como Presidente e como Comandante-em-Chefe. Este foi um desafio à autoridade do Presidente nos termos da Constituição. Também desrespeitou a política das Nações Unidas. Com este ato, MacArthur não me deixou escolha – eu não podia mais tolerar sua insubordinação.
No momento, porém, ele o fez. Já houve confrontos dramáticos sobre políticas antes, o mais notável dos quais foi entre o presidente Abraham Lincoln e o major-general George McClellan, em 1862.  Outro exemplo foi a reconvocação do major-general Winfield Scott pelo presidente James Polk após a Guerra Mexicano-Americana. Antes de substituir MacArthur, Truman consultou livros de história sobre como Lincoln e Polk lidaram com seus generais.  Truman disse mais tarde que Polk era seu presidente favorito porque "ele teve a coragem de dizer ao Congresso para ir para o Inferno em questões de política externa". 

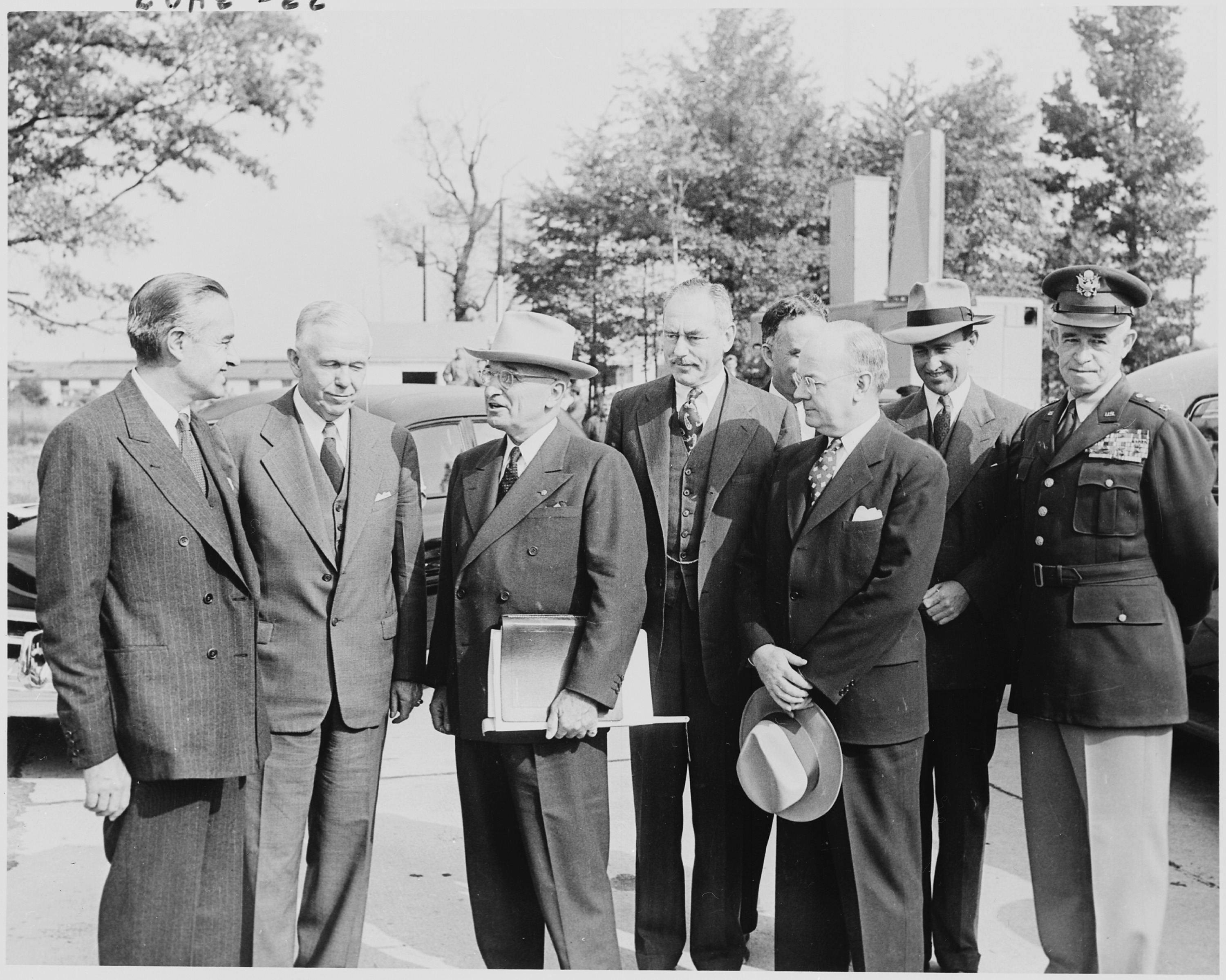
Harry Truman retorna da Conferência da Ilha Wake com o General MacArthur e o Almirante Radford. Da esquerda para a direita: conselheiro presidencial Averell Harriman; Secretário de Defesa George Marshall; Presidente Harry Truman; Secretário de Estado Dean Acheson; Embaixador Geral Philip Jessup; Secretário do Tesouro John W. Snyder; Secretário do Exército Frank Pace; Presidente do Estado-Maior Conjunto, Omar Bradley.

Houve diferenças genuínas de opinião sobre políticas entre MacArthur e a administração Truman. Uma delas era a crença profundamente enraizada de MacArthur de que não era possível separar a luta contra o comunismo na Europa daquela que acontecia na Ásia.  Isto foi visto como o resultado de ter estado estacionado durante demasiados anos na Ásia Oriental e da sua perspectiva como comandante de teatro responsável apenas por parte do Extremo Oriente. Outra diferença política importante era a crença de MacArthur de que a China não era, como sustentava Acheson, "o maior e mais importante satélite da União Soviética",  mas um estado independente com a sua própria agenda que, nas palavras de MacArthur, "para os seus próprios fins é [apenas temporariamente] aliado da Rússia Soviética".  Se a tese de MacArthur fosse aceite, seguir-se-ia que a expansão da guerra com a China não provocaria um conflito com a União Soviética. Os Chefes Conjuntos discordaram enfaticamente, embora isto contradissesse a sua posição de que era a Europa e não a Ásia a principal preocupação da União Soviética. Mesmo entre os republicanos, houve pouco apoio à posição de MacArthur. 

Em 5 de abril, Martin leu no plenário da Câmara o texto de uma carta que recebeu de MacArthur, datada de 20 de março, criticando as prioridades do governo Truman. Nele, MacArthur escreveu:
Parece estranhamente difícil para alguns perceber que foi aqui na Ásia que os conspiradores comunistas escolheram fazer a sua jogada pela conquista global, e que nos juntamos à questão assim levantada no campo de batalha; que aqui combatemos a guerra da Europa com armas, enquanto os diplomatas ainda a combatem com palavras; que se perdermos a guerra para o comunismo na Ásia a queda da Europa será inevitável; vencê-la e a Europa muito provavelmente evitaria a guerra e ainda assim preservaria a liberdade. Como você destacou, devemos vencer. Não há substituto para a vitória.
MacArthur escreveu mais tarde que Martin havia divulgado a carta "por algum motivo inexplicável e sem me consultar",  mas ela não havia sido marcada como confidencial ou extra-oficial. 

### Interceptações de despacho diplomático
A prática de interceptar e descriptografar mensagens diplomáticas de amigos e inimigos era um segredo bem guardado na década de 1950. Em meados de março de 1951, Truman soube por meio dessas interceptações que MacArthur mantinha conversas com diplomatas nas embaixadas de Espanha e Portugal em Tóquio. Nessas conversações, MacArthur expressou confiança de que conseguiria expandir a Guerra da Coreia para um grande conflito, resultando na eliminação permanente da "questão comunista chinesa" e MacArthur não queria que nenhum dos países ficasse alarmado se isso acontecesse. O conteúdo desta interceptação específica era conhecido apenas por poucos dos conselheiros mais próximos de Truman, dois deles Paul Nitze, Diretor da Equipe de Planejamento de Políticas do Departamento de Estado, e seu associado, Charles Burton Marshall. Truman considerou as conversas de MacArthur uma traição total e concluiu que MacArthur precisava ser substituído, mas não foi capaz de agir imediatamente por causa do apoio político de MacArthur e para evitar um conhecimento mais amplo da existência de interceptações eletrônicas de mensagens diplomáticas. Várias semanas antes, MacArthur havia recomendado ao Estado-Maior Conjunto que fosse autorizado a retaliar imediatamente contra alvos no continente chinês no caso de ataques aéreos ou marítimos comunistas chineses contra Formosa (agora Taiwan) ou forças dos Estados Unidos fora da Coreia. Os Chefes Conjuntos responderam concedendo aprovação qualificada.     

### Provocações contra a China
Ridgway havia preparado uma ofensiva conhecida como Operação Rugged, e pressionou MacArthur por permissão para lançá-la. Em 15 de março de 1951, um dia depois de Seul ter sido recapturada pela segunda vez, Truman respondeu à pergunta de um repórter sobre se as forças da ONU seriam novamente autorizadas a mover-se para norte do Paralelo 38, dizendo que seria "uma questão táctica para o comandante de campo". MacArthur então deu permissão a Ridgway para lançar seu ataque, estabelecendo uma linha objetiva ao norte do Paralelo 38 que garantiria o abastecimento de água de Seul. Ele o fez sem consultar Washington até o início do ataque, em 5 de abril de 1951. Estava fazendo progressos constantes quando MacArthur foi substituído em 11 de abril. 
Após a conclusão das operações de voo na noite de 7 de abril de 1951, a Força-Tarefa 77, a força-tarefa de porta-aviões rápidos da Sétima Frota, com os porta-aviões USS Boxer e USS Philippine Sea, partiu das águas coreanas no Mar do Japão com destino ao Estreito de Formosa. Às 11h do dia 11 de abril, a Força-Tarefa 77 operando perto da costa oeste de Taiwan iniciou um "desfile aéreo" ao longo da costa leste da China continental.  Ao mesmo tempo, o destróier USS John A. Bole chegou à estação designada 4.8km ao largo da costa do porto chinês de Shantou, provocando os chineses a cercá-lo com uma armada de mais de 40 juncos motorizados armados. Embora a Força-Tarefa 77 estivesse conduzindo seu desfile aéreo no horizonte a oeste, quase duas horas se passaram antes que aeronaves da força-tarefa aparecessem sobre Swatow e fizessem passagens ameaçadoras contra os navios chineses e a cidade portuária.  MacArthur recebeu oficialmente a notificação de sua demissão pouco depois das 15h, horário de Tóquio (14h na costa da China), embora tivesse sabido disso meia hora antes.  Duas horas depois, o Bole retirou-se de sua estação sem que nenhuma ação hostil fosse iniciada por nenhum dos lados. O autor James Edwin Alexander expressou a opinião de que o Bole e sua tripulação foram transformados em "alvos fáceis" por MacArthur ao tentar provocar os chineses a atacarem um navio de guerra dos EUA na tentativa de expandir o conflito. 
O contra-almirante Samuel J. Cox, diretor do Comando de História e Patrimônio Naval, afirmou que embora alguns historiadores como Alexander tivessem evidências circunstanciais de que se tratava de um plano de provocação de MacArthur, não há nenhuma evidência direta que comprove essa afirmação. Cox disse que também era possível que o navio estivesse em uma missão de inteligência para observar diretamente os navios de sucata porque por mais de um mês os militares dos EUA estavam muito preocupados com uma invasão chinesa de Taiwan depois de testemunhar uma armada incomumente grande de barcos de sucata, que potencialmente será a frota de invasão, reunindo-se na costa chinesa oposta a Taiwan.  MacArthur estava determinado a expandir a guerra para a China, o que outras autoridades acreditavam que iria agravar desnecessariamente uma guerra limitada e consumir demasiados recursos já sobrecarregados. Apesar das alegações de MacArthur de que estava restrito a travar uma guerra limitada quando a China lutava com todas as forças, o testemunho no Congresso revelou que a China estava a usar a moderação tanto quanto os EUA, uma vez que não estavam a usar o poder aéreo contra as tropas da linha da frente, linhas de comunicação, portos, forças aéreas navais ou bases de preparação no Japão, que foram cruciais para a sobrevivência das forças da ONU na Coreia. O simples facto de combater na península já tinha imobilizado porções significativas do poder aéreo dos EUA; como disse o chefe do Estado-Maior da Força Aérea, Hoyt Vandenberg, 80-85% da capacidade tática, um quarto da porção estratégica e 20% das forças de defesa aérea da USAF estavam engajados em um único país. Havia também o medo de que a travessia para a China provocasse a entrada da União Soviética na guerra. O General Omar Bradley testemunhou que havia 35 divisões russas, totalizando cerca de 500.000 soldados no Extremo Oriente, e se fossem colocadas em acção com os cerca de 85 submarinos russos nas proximidades da Coreia, poderiam sobrecarregar as forças dos EUA e cortar as linhas de abastecimento, bem como potencialmente ajudar a China a conquistar território no Sudeste Asiático. 

## Demissão

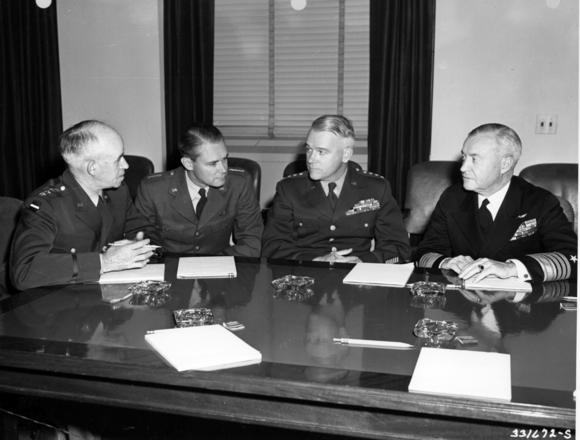
Membros do Estado-Maior Conjunto reúnem-se em sua sala de conferências no Pentágono em 1949. Da esquerda para a direita: General Omar Bradley, Presidente do Estado-Maior Conjunto; General Hoyt Vandenberg (Força Aérea); General J. Lawton Collins (Exército); e Almirante Forrest Sherman (Marinha).

Na manhã de 6 de abril de 1951, Truman realizou uma reunião em seu escritório com Marshall, Bradley, Acheson e Harriman para discutir o que seria feito em relação a MacArthur. Harriman foi enfaticamente a favor do alívio de MacArthur, mas Bradley se opôs. George Marshall pediu mais tempo para considerar o assunto. Acheson foi pessoalmente a favor da substituição de MacArthur, mas não divulgou isso. Em vez disso, avisou Truman que seria “a maior luta da sua administração”.  Numa segunda reunião no dia seguinte, Marshall e Bradley continuaram a opor-se ao alívio. Em 8 de abril, o Estado-Maior Conjunto reuniu-se com Marshall em seu escritório. Cada um dos chefes, por sua vez, expressou a opinião de que a ajuda de MacArthur era desejável do "ponto de vista militar", mas reconheceram que as considerações militares não eram fundamentais. Eles estavam preocupados que "se MacArthur não fosse substituído, um grande segmento do nosso povo acusaria as autoridades civis de não controlarem mais os militares".  Os quatro conselheiros reuniram-se novamente com Truman em seu escritório em 9 de abril. Bradley informou ao presidente as opiniões do Estado-Maior Conjunto e Marshall acrescentou que concordava com eles.  Truman escreveu em seu diário que "é opinião unânime de todos que MacArthur seja substituído. Todos os quatro assim aconselham".  Mais tarde, perante o Congresso, os Chefes Conjuntos insistiriam que apenas “concordaram” com o alívio, e não o “recomendaram”. 

Em 11 de abril de 1951, o presidente Truman redigiu uma ordem para MacArthur, que foi emitida sob a assinatura de Bradley:
Lamento profundamente que seja meu dever como Presidente e Comandante-em-Chefe das forças militares dos Estados Unidos substituí-lo como Comandante Supremo das Potências Aliadas; Comandante-em-Chefe, Comando das Nações Unidas; Comandante-em-Chefe, Extremo Oriente; e General Comandante do Exército dos EUA, Extremo Oriente.
Você entregará seus comandos, com efeito imediato, ao Tenente-General Matthew B. Ridgway. Você está autorizado a emitir as ordens necessárias para concluir a viagem desejada para o local que você selecionar.

Minhas razões para sua substituição serão tornadas públicas simultaneamente com a entrega do pedido anterior e estão contidas na próxima mensagem a seguir.
Em um artigo de 1973 da revista Time, Truman foi citado como tendo dito no início dos anos 1960:
Eu o demiti porque ele não respeitava a autoridade do presidente. Não o demiti porque ele era um filho da puta burro, embora fosse, mas isso não é contra a lei para generais. Se assim fosse, metade a três quartos deles estariam na prisão.
Embora Truman e Acheson acusassem MacArthur de insubordinação, o Estado-Maior Conjunto evitou qualquer sugestão disso.  Na verdade, MacArthur não ficou aliviado pela insubordinação. A insubordinação era uma ofensa militar, e MacArthur poderia ter solicitado uma corte marcial pública semelhante à de Billy Mitchell na década de 1920. O resultado de tal julgamento era incerto e poderia muito bem tê-lo considerado inocente e ordenado a sua reintegração.  O Estado-Maior Conjunto concordou que havia "poucas evidências de que o General MacArthur alguma vez tenha falhado em cumprir uma ordem direta do Estado-Maior Conjunto ou agido em oposição a uma ordem". “Na verdade”, insistiu Bradley, “MacArthur esticou, mas não violou legalmente nenhuma diretriz do JCS. Ele violou a diretriz do presidente de 6 de dezembro, transmitida a ele pelo JCS, mas isso não constituiu violação de uma ordem do JCS. 

A intenção era que MacArthur fosse pessoalmente notificado de sua ajuda pelo secretário do Exército Frank Pace, que estava em turnê pela frente na Coreia, às 20h do dia 11 de abril (horário de Washington, D.C.), que eram 10h do dia 12 de abril. (horário de Tóquio). Porém, Pace não recebeu a mensagem devido a uma falha de sinal na Coreia. Enquanto isso, os repórteres começaram a perguntar se os rumores sobre o alívio de MacArthur eram verdadeiros. Truman então "decidiu que não poderíamos nos permitir a cortesia da entrega pessoal da ordem pelo secretário Pace" e convocou uma entrevista coletiva na qual emitiu sua declaração à imprensa:  
Com profundo pesar concluí que o General do Exército Douglas MacArthur é incapaz de dar o seu apoio incondicional às políticas do Governo dos Estados Unidos e das Nações Unidas em questões relativas às suas funções oficiais. Tendo em conta as responsabilidades específicas que me são impostas pela Constituição dos Estados Unidos e a responsabilidade adicional que me foi confiada pelas Nações Unidas, decidi que devo fazer uma mudança de comando no Extremo Oriente. Portanto, aliviei o General MacArthur de seus comandos e designei o Tenente-General Matthew B. Ridgway como seu sucessor.
O debate pleno e vigoroso sobre questões de política nacional é um elemento vital no sistema constitucional da nossa democracia livre. É fundamental, no entanto, que os comandantes militares sejam governados pelas políticas e diretivas que lhes são emitidas, na forma prevista nas nossas leis e na Constituição. Em tempos de crise, esta consideração é particularmente convincente.

O lugar do General MacArthur na história como um dos nossos maiores comandantes está plenamente estabelecido. A Nação tem-lhe uma dívida de gratidão pelo serviço distinto e excepcional que prestou ao seu país em cargos de grande responsabilidade. Por essa razão, reitero o meu pesar pela necessidade da acção que me sinto obrigado a tomar no seu caso.
Em Tóquio, MacArthur e sua esposa estavam almoçando na embaixada americana do senador Warren Magnuson e William Stern, vice-presidente executivo da Northwest Airlines, quando o coronel Sidney Huff, assessor de MacArthur e membro da "Gangue Bataan" que havia escapado do Corregidor com o general em 1942, ouviu falar do alívio da transmissão comercial de rádio. Huff informou prontamente a Sra. MacArthur, que por sua vez contou ao general. As estações de rádio japonesas logo divulgaram a história, mas o aviso oficial só chegaria meia hora depois.  

## Problemas

### Controle civil dos militares
O controle civil dos militares é uma tradição americana que remonta à fundação da república.  Em suas memórias de 1965, Truman escreveu:
Se existe um elemento básico na nossa Constituição, é o controlo civil dos militares. As políticas devem ser feitas pelos responsáveis políticos eleitos, não por generais ou almirantes. No entanto, repetidamente o General MacArthur demonstrou que não estava disposto a aceitar as políticas da administração. Através das suas repetidas declarações públicas, ele não só estava a confundir os nossos aliados quanto ao verdadeiro curso das nossas políticas, mas, de facto, também estava a contrapor a sua política à do Presidente... Se eu permitisse que ele desafiasse as autoridades civis desta maneira, eu eu mesmo estaria violando meu juramento de defender e defender a Constituição.
De acordo com Samuel P. Huntington, "A Constituição dos Estados Unidos... apesar da crença generalizada em contrário, não prevê o controle civil."  Ele afirmou que não faz distinção entre responsabilidades civis e militares e não prevê subordinação de uma à outra. Ao dividir a responsabilidade pelos militares entre o executivo e o legislativo, torna-se mais difícil o controlo. Qualquer tentativa de um ramo para afirmar o controlo envolveria provavelmente um conflito com o outro. Os debates nominalmente sobre o controlo civil eram geralmente, na prática, sobre que ramo exerceria o controlo e não sobre como o controlo seria exercido. 
Os redatores da Constituição não consideraram a questão da gestão de uma profissão militar distinta e tecnicamente sofisticada porque tal coisa não existia na altura.  Surgiu no século XIX como resultado das mudanças sociais provocadas pela Revolução Francesa e das mudanças tecnológicas provocadas pela revolução industrial.  No entanto, o valor de um exército regular ainda era reconhecido. Embora reconhecessem que a milícia era essencial para interceptar escravos fugitivos e reprimir rebeliões de escravos, estavam cientes de que a Guerra Revolucionária Americana tinha demonstrado a ineficácia da milícia como força militar. 

### Militares apolíticos
Outra tradição americana é a de militares apolíticos. Esse costume era de origem mais recente, datando apenas do período posterior à Guerra Civil Americana. Poucos oficiais votaram no século 19, mas não tanto por falta de interesse pela política, mas porque mudar frequentemente de estado para estado e viver em terras federais os privava efetivamente de direitos sob as leis de muitos estados e/ou tornava impraticável para eles votar numa época em que votar pessoalmente no dia da eleição era a única forma de votar.  Foi somente sob o comando do General do Exército William T. Sherman, General Comandante do Exército dos Estados Unidos de 1869 a 1883, que odiava política, que o costume de um exército apolítico se tornou firmemente estabelecido. 
Nem, ao contrário dos seus homólogos europeus, os generais e almirantes americanos tiveram influência ou envolvimento na política externa; mas principalmente porque no Exército de fronteira da juventude de MacArthur não havia obrigação de fazê-lo. Isto começou a mudar após a Guerra Hispano-Americana, quando as forças militares americanas começaram a ser deslocadas para o exterior, no Pacífico, na Ásia e nas Caraíbas, por longos períodos de tempo. 
O conceito de teatro de guerra desenvolveu-se durante a Segunda Guerra Mundial. Num nível de comando tão elevado, as questões militares e políticas tendiam a fundir-se. Como comandante do teatro de operações no sudoeste do Pacífico, MacArthur prestou contas ao governo australiano e também ao seu próprio, tornando-o, nas palavras do presidente Roosevelt para ele, "um embaixador e também um comandante supremo".  O apoio pouco sincero de MacArthur à estratégia "Europa em primeiro lugar" foi susceptível de causar aborrecimento em Washington quando a cadeia de comando foi contornada por MacArthur através do Primeiro-Ministro da Austrália, John Curtin. 

O General Marshall expressou este conflito em seu depoimento perante o Senado:
Surge da diferença inerente entre a posição de um comandante cuja missão é limitada a uma determinada área e a um determinado antagonista, e a posição do Estado-Maior Conjunto, do Secretário de Defesa e do Presidente, que são responsáveis pela segurança total dos Estados Unidos...e deve pesar os interesses e objetivos de uma parte do mundo com os de outras para alcançar o equilíbrio...Não há nada de novo nesta divergência, na nossa história militar... O que há de novo e o que O que provocou a necessidade da remoção do General MacArthur foi a situação totalmente sem precedentes de um Comandante do Teatro local expressar publicamente o seu descontentamento e o seu desacordo com a política externa dos Estados Unidos. [Ele]... havia crescido tanto em simpatia com as políticas estabelecidas dos Estados Unidos que há sérias dúvidas se ele poderia mais ser autorizado a exercer a autoridade na tomada de decisões que as funções normais de comando atribuiriam a um Comandante do Teatro.

### Poderes do Presidente
Em The Federalist Papers, Alexander Hamilton argumentou que:
O presidente será o comandante-chefe do exército e da marinha dos Estados Unidos. A este respeito, a sua autoridade seria nominalmente igual à do rei da Grã-Bretanha, mas em substância muito inferior a ele. Significaria nada mais do que o comando e direção supremos das forças militares e navais, como primeiro General e Almirante da Confederação; enquanto a do rei britânico se estende à declaração de guerra e à criação e regulamentação de frotas e exércitos, tudo o que, pela Constituição em consideração, pertenceria ao legislativo.
Mas em 26 de Junho de 1950, Truman enviou as forças armadas para a Coreia sem qualquer mandato do Congresso. A resolução subsequente do Conselho de Segurança das Nações Unidas autorizou a assistência militar à Coreia do Sul,  mas a Lei de Participação das Nações Unidas estabeleceu que:
Não se considerará que o Presidente exija a autorização do Congresso para colocar à disposição do Conselho de Segurança, a seu pedido, a fim de tomar medidas nos termos do artigo 42 da referida Carta e de acordo com tal acordo ou acordos especiais, as forças armadas, instalações ou assistência nele previsto: Desde que ... nada aqui contido seja interpretado como uma autorização do Congresso ao Presidente para disponibilizar ao Conselho de Segurança para esse fim forças armadas, instalações ou assistência, além das forças, instalações, e assistência prevista em tal acordo ou acordos especiais.
O inquérito do Congresso desencadeado pela ajuda de MacArthur decidiu que as ações de Truman violavam os requisitos constitucionais e legais.  Embora os presidentes tenham usado no passado força militar extra-legal, isto ocorreu em "lutas com piratas, desembarques de pequenos contingentes navais em costas bárbaras ou semibárbaras, envio de pequenos corpos de tropas para perseguir bandidos ou ladrões de gado através do México". fronteira e similares".  O congressista Vito Marcantonio, que se opôs à guerra na Coreia, argumentou que "quando concordamos com a Carta das Nações Unidas, nunca concordamos em substituir a nossa Constituição pela Carta das Nações Unidas. O poder de declarar e fazer a guerra pertence aos representantes do povo., no Congresso dos Estados Unidos." 

O senador William F. Knowland observou que:
O Artigo I da Constituição dá o poder de declarar guerra ao Congresso e não ao Executivo. Aparentemente, estamos agora a entrar numa zona constitucional crepuscular onde o executivo pode colocar-nos numa guerra, a quarta maior da nossa história, sem uma declaração do Congresso ou uma resolução do Congresso reconhecendo que já existe um estado de guerra iniciado por outros. Quando o Congresso actua sob o seu poder constitucional, todas as declarações a favor ou contra a resolução fazem parte dos registos do Congresso, e a imprensa e o público são plenamente informados. A votação nominal mostra como cada deputado votou. Este é um governo responsável e responsável.

Se cinco ou sete homens conseguem reunir-se numa sessão à porta fechada na Casa de Blair ou na Casa Branca e colocar esta nação na quarta maior guerra do ponto de vista de baixas, na nossa história, sem que as suas declarações e recomendações sejam registadas ou disponíveis, e sem que os seus sendo conhecidas as posições sobre este assunto, temos o poder de fazer a guerra transferido do Congresso, operando abertamente, para o Executivo, operando en camera. Isso não é, afirmo, um governo responsável ou responsável.

## Consequências

### Respostas à demissão

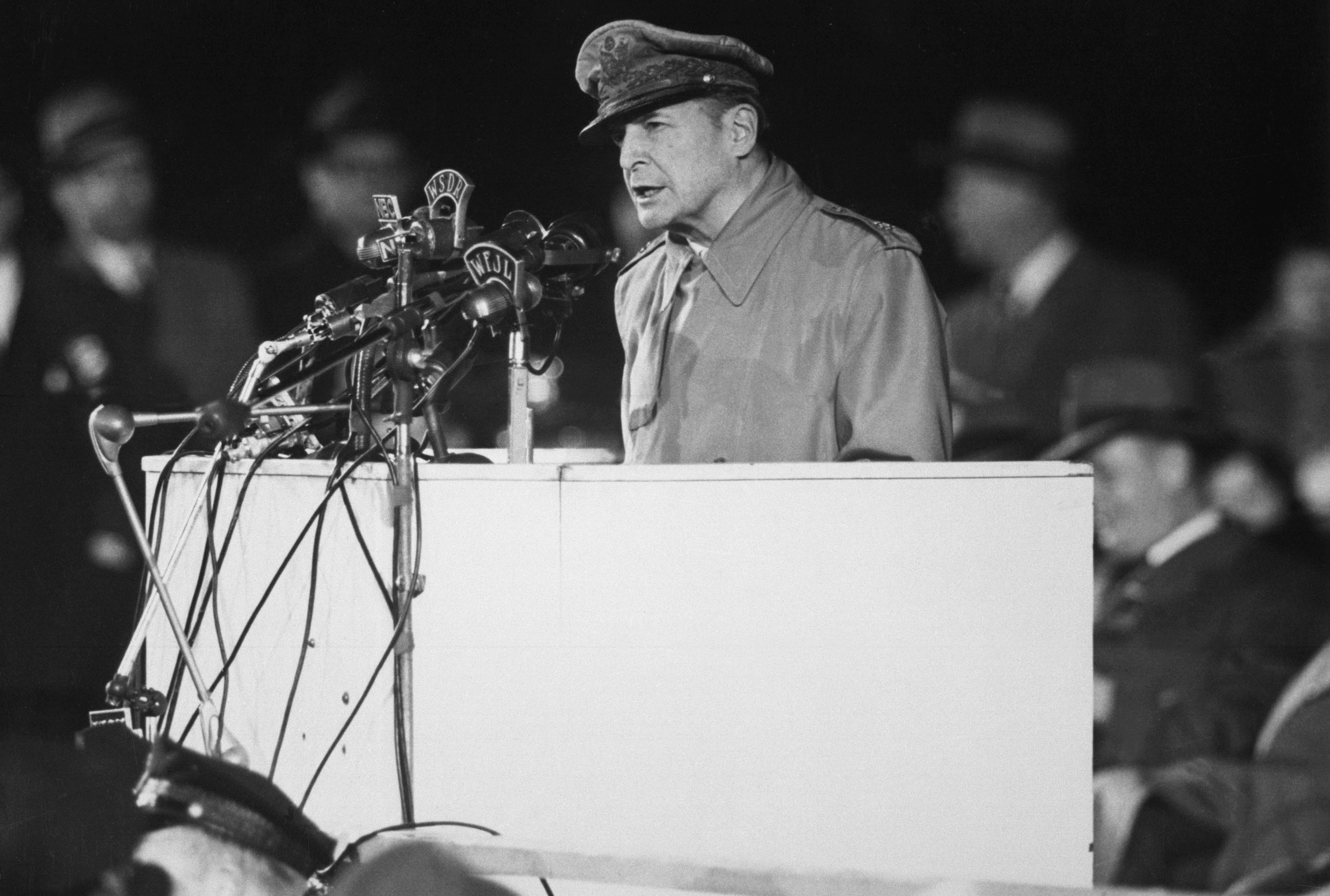
MacArthur se dirige a um público de 50.000 pessoas no Soldier Field, Chicago, em 25 de abril de 1951.

A notícia de demissão  de MacArthur foi recebida com choque no Japão. A Dieta do Japão aprovou uma resolução de gratidão a MacArthur, e o imperador Hirohito visitou-o pessoalmente na embaixada, a primeira vez que um imperador japonês visitou um estrangeiro sem posição.  O Mainichi Shimbun disse:
A demissão de MacArthur é o maior choque desde o fim da guerra. Ele tratou o povo japonês não como um conquistador, mas como um grande reformador. Ele foi um nobre missionário político. O que ele nos deu não foi apenas ajuda material e reforma democrática, mas um novo modo de vida, a liberdade e a dignidade do indivíduo... Continuaremos a amá-lo e a confiar nele como um dos americanos que melhor compreendeu a posição do Japão..
No Chicago Tribune, o senador Robert A. Taft pediu um processo imediato de impeachment contra Truman:
O presidente Truman deve sofrer impeachment e ser condenado. A sua destituição precipitada e vingativa do General MacArthur é o culminar de uma série de actos que demonstraram que ele é inapto, moral e mentalmente, para o seu alto cargo. A nação americana nunca esteve em maior perigo. É liderado por um tolo que está cercado por patifes.
Jornais como o Chicago Tribune e o Los Angeles Times opinaram que o alívio "apressado e vingativo" de MacArthur se devia à pressão estrangeira, especialmente do Reino Unido e dos socialistas britânicos no governo de Attlee.   O líder do Partido Republicano, o senador Kenneth S. Wherry, acusou o alívio de ser o resultado da pressão do "Governo Socialista da Grã-Bretanha". 
Em 17 de abril de 1951, MacArthur voou de volta para os Estados Unidos, país que não via desde 1937. Ao chegar a São Francisco foi recebido pelo comandante do Sexto Exército dos Estados Unidos, tenente-general Albert C. Wedemeyer. MacArthur recebeu lá um desfile que contou com a presença de 500.000 pessoas.   Ele foi recebido na chegada ao Aeroporto Nacional de Washington em 19 de abril pelo Estado-Maior Conjunto e pelo General Jonathan Wainwright. Truman enviou Vaughan como seu representante,  o que foi visto como um desprezo, já que Vaughan era desprezado tanto pelo público quanto pelos soldados profissionais como um amigo corrupto.  “Foi uma vergonha demitir MacArthur, e ainda mais vergonhoso enviar Vaughan”, escreveu um membro do público a Truman. 

MacArthur discursou em uma sessão conjunta do Congresso onde proferiu seu famoso discurso “Velhos Soldados Nunca Morrem”, no qual declarou:
Foram feitos esforços para distorcer a minha posição. Na verdade, foi dito que eu era um fomentador da guerra. Nada poderia estar mais longe da verdade. Conheço a guerra como poucos homens vivos a conhecem, e nada para mim — e nada para mim é mais revoltante. Há muito que defendo a sua abolição completa, pois o seu próprio poder destrutivo tanto para amigos como para inimigos tornou-o inútil como meio de resolução de disputas internacionais... Mas uma vez que a guerra nos é imposta, não há outra alternativa senão aplicar todos os meios disponíveis. para levá-lo a um fim rápido. O próprio objetivo da guerra é a vitória, não a indecisão prolongada. Na guerra não pode haver substituto para a vitória.
Em resposta, o Pentágono emitiu um comunicado de imprensa observando que "a ação tomada pelo Presidente para aliviar o General MacArthur baseou-se nas recomendações unânimes dos principais conselheiros civis e militares do Presidente, incluindo os Chefes do Estado-Maior Conjunto".  Depois, MacArthur voou para a cidade de Nova York, onde recebeu o maior desfile da história até então.  Ele também visitou Chicago e Milwaukee, onde discursou em grandes comícios.  Após a ajuda, a maior parte da avalanche de correspondências e mensagens enviadas à Casa Branca pelo público apoiou MacArthur. Em questões como caráter, integridade, honra e serviço, eles classificaram MacArthur como o melhor homem. O apoio que Truman obteve baseou-se em grande parte no princípio do controle civil. 

### Inquérito do Congresso
Em maio e junho de 1951, o Comitê de Serviços Armados do Senado e o Comitê de Relações Exteriores do Senado realizaram "um inquérito sobre a situação militar no Extremo Oriente e os fatos que cercaram a libertação do General do Exército Douglas MacArthur".  O Senado tentou assim evitar uma crise constitucional.  Por causa dos tópicos políticos e militares delicados em discussão, o inquérito foi realizado em sessão fechada e apenas uma transcrição fortemente censurada foi tornada pública até 1973.  Os dois comitês foram presididos conjuntamente pelo senador Richard Russell, Jr. Quatorze testemunhas foram convocadas: MacArthur, Marshall, Bradley, Collins, Vandenberg, Sherman, Adrian S. Fisher, Acheson, Wedemeyer, Johnson, Oscar C. Badger II, Patrick J. Hurley e David G. Barr e O'Donnell. 

O testemunho de Marshall e do Estado-Maior Conjunto refutou muitos dos argumentos de MacArthur. Marshall declarou enfaticamente que não houve desacordo entre ele, o presidente e o Estado-Maior Conjunto. No entanto, também expôs a sua própria timidez em lidar com MacArthur e que nem sempre o mantiveram totalmente informado.  Vandenberg questionou se a Força Aérea poderia ser eficaz contra alvos na Manchúria, e Bradley observou que os comunistas também estavam travando uma guerra limitada na Coreia, não tendo atacado bases aéreas ou portos da ONU, ou o seu próprio "santuário privilegiado" no Japão. A sua opinião foi que não valia a pena expandir a guerra, embora admitissem que estavam preparados para o fazer se os comunistas aumentassem o conflito ou se não houvesse vontade de negociar. Eles também discordaram da avaliação de MacArthur sobre a eficácia das forças nacionalistas sul-coreanas e chinesas.  Bradley disse:
A China Vermelha não é a nação poderosa que procura dominar o mundo. Francamente, na opinião do Estado-Maior Conjunto, esta estratégia envolver-nos-ia na guerra errada, no lugar errado, na hora errada e com o inimigo errado.
Os comitês concluíram que “a destituição do General MacArthur estava dentro dos poderes constitucionais do Presidente, mas as circunstâncias foram um choque para o orgulho nacional”.  Eles também descobriram que "não houve desacordo sério entre o General MacArthur e o Estado-Maior Conjunto quanto à estratégia militar".  Eles recomendaram que "os Estados Unidos nunca mais deveriam se envolver em guerra sem o consentimento do Congresso". 

### Desaprovação
As pesquisas mostraram que a maioria do público ainda desaprovava a decisão de Truman de destituir MacArthur e estava mais inclinada a concordar com MacArthur do que com Bradley ou Marshall.  O índice de aprovação de Truman caiu para 23 por cento em meados de 1951, o que foi inferior ao mínimo de 25 por cento de Richard Nixon durante o escândalo de Watergate em 1974, e ao de 28 por cento de Lyndon Johnson no auge da Guerra do Vietnã em 1968. Desde 2020, é o índice de aprovação mais baixo da pesquisa Gallup registrado por qualquer presidente em exercício.  
A guerra cada vez mais impopular na Coreia arrastou-se e a administração Truman foi assolada por uma série de escândalos de corrupção. Ele finalmente decidiu não concorrer à reeleição. Adlai Stevenson, o candidato Democrata nas eleições presidenciais de 1952, tentou distanciar-se o máximo possível do Presidente.  A eleição foi vencida pelo candidato republicano, General do Exército Dwight D. Eisenhower,  cuja administração aumentou a pressão sobre os chineses na Coreia com bombardeamentos convencionais e ameaças renovadas de utilização de armas nucleares. Juntamente com um clima político internacional mais favorável na sequência da morte de Josef Stalin em 1953, isto levou os chineses e os norte-coreanos a concordarem com os termos. A crença de que a ameaça das armas nucleares desempenhou um papel importante no resultado levaria à ameaça da sua utilização contra a China várias vezes durante a década de 1950. 
Como resultado do apoio a Truman, o Estado-Maior Conjunto passou a ser visto como politicamente contaminado. O senador Taft via Bradley em particular com suspeita, devido ao foco de Bradley na Europa em detrimento da Ásia. Taft instou Eisenhower a substituir os chefes o mais rápido possível. O primeiro a sair foi Vandenberg, que tinha câncer terminal e já havia anunciado planos de se aposentar. Em 7 de maio de 1953, Eisenhower anunciou que seria substituído pelo General Nathan Twining. Logo depois foi anunciado que Bradley seria substituído pelo almirante Arthur W. Radford, o comandante-em-chefe do Comando do Pacífico dos Estados Unidos, Collins seria sucedido por Ridgway, e pelo almirante William Fechteler, que havia se tornado CNO com a morte de Sherman em julho de 1951, pelo almirante Robert B. Carney. 

## Legado
A demissão de MacArthur lançou uma longa sombra sobre as relações civis-militares americanas. Quando Lyndon Johnson se encontrou com o general William Westmoreland em Honolulu em 1966, ele lhe disse: "General, tenho muita coisa em jogo com você. Espero que não faça um MacArthur para mim."  Por sua vez, Westmoreland e seus colegas seniores estavam ansiosos para evitar qualquer indício de dissidência ou desafio à autoridade presidencial. Isto teve um preço alto. Em seu livro de 1998, Dereliction of Duty: Lyndon Johnson, Robert McNamara, the Joint Chiefs of Staff, and the Lies That Led to Vietnam, o então Tenente-coronel H. R. McMaster argumentou que o Estado-Maior Conjunto falhou em seu dever de fornecer ao Presidente, Secretário de Defesa Robert McNamara ou Congresso com aconselhamento profissional franco e destemido.  Este livro foi influente; o presidente do Estado-Maior Conjunto da época, general Hugh Shelton, deu cópias a todos os oficiais quatro estrelas do exército. 
Por um lado, o alívio de MacArthur estabeleceu um precedente de que generais e almirantes poderiam ser demitidos por qualquer desacordo público ou privado com a política governamental. Em 1977, o major-general John K. Singlaub criticou publicamente os cortes propostos no tamanho das forças americanas na Coreia do Sul e foi sumariamente aliviado pelo presidente Jimmy Carter por fazer declarações "inconsistentes com a anunciada política de segurança nacional".  Durante a Guerra do Golfo em 1990, o Secretário de Defesa Dick Cheney demitiu o Chefe do Estado-Maior da Força Aérea, General Michael Dugan, por mostrar "mau julgamento num momento muito delicado" ao fazer uma série de declarações à mídia durante uma visita a Arábia Saudita.  Em 2010, o presidente Barack Obama demitiu o general Stanley A. McChrystal depois que McChrystal e sua equipe fizeram comentários depreciativos sobre altos funcionários civis do governo em um artigo publicado na revista Rolling Stone.  Isto suscitou comparações com MacArthur, já que a guerra no Afeganistão não estava a correr bem.  Por outro lado, o major-general James N. Post III foi dispensado e emitiu uma carta de repreensão em 2015 por desencorajar o pessoal sob seu comando de se comunicar com o Congresso, o que descreveu como "traição". 

A demissão de MacArthur "deixou uma corrente duradoura de sentimento popular de que em questões de guerra e paz, os militares realmente sabem o que é melhor", uma filosofia que ficou conhecida como "MacArthurismo".  Em fevereiro de 2012, o tenente-coronel Daniel L. Davis publicou um relatório intitulado "Abandono do Dever II", no qual criticava os comandantes militares seniores por enganarem o Congresso sobre a guerra no Afeganistão,  especialmente o general David Petraeus, observando que:
Uma mensagem foi aprendida pelos principais políticos do nosso país, pela grande maioria dos nossos militares uniformizados e pela população em geral: David Petraeus é um verdadeiro herói de guerra – talvez até no mesmo plano que Patton, MacArthur e Eisenhower . Mas a lição mais importante que todos aprenderam: nunca, jamais questione o General Petraeus ou você será feito de bobo. Nos anos seguintes, a “Lenda de Petraeus” se espalhou e se expandiu, como costuma acontecer com essas coisas, e ele recebeu cada vez mais crédito pelo sucesso.
Durante a eleição presidencial de 1992, Bill Clinton usou endossos do ex-Presidente do Estado-Maior Conjunto, Almirante William J. Crowe, e de 21 outros generais reformados e oficiais de bandeira para contrariar dúvidas sobre a sua capacidade de servir como Comandante-em-Chefe.  Isso se tornou uma característica das campanhas eleitorais presidenciais posteriores. Durante as eleições presidenciais de 2004, doze generais e almirantes aposentados endossaram o senador John Kerry, incluindo o ex-presidente do Estado-Maior Conjunto, almirante William Crowe, e o ex-chefe do Estado-Maior da Força Aérea, General Merrill "Tony" McPeak, que também apareceu em anúncios de televisão defendendo Kerry contra os Swift Boat Veterans for Truth   Durante esta campanha eleitoral, um general reformado de quatro estrelas, Tommy Franks, discursou na Convenção Nacional Republicana e outro, John Shalikashvili, discursou na Convenção Nacional Democrata. 
No início de 2006, no que foi chamado de "Revolta dos Generais",  seis generais aposentados, o major-general John Batiste, o major-general Paul D. Eaton, o tenente-general Gregory Newbold, o major-general John M. Riggs, o major-general Charles H. Swannack Jr. e o General Anthony C. Zinni, pediram a renúncia do Secretário de Defesa Donald Rumsfeld,  acusando-o de planejamento militar "abismal" e falta de competência estratégica.   A ética de um sistema sob o qual os generais em serviço se sentiam compelidos a apoiar publicamente políticas que eles acreditavam serem potencialmente ruinosas para o país e custarem a vida de militares,  não escapou aos comentários públicos críticos e foi ridicularizada pelo satírico político Stephen Colbert em um jantar com a presença do presidente George W. Bush e do presidente do Estado-Maior Conjunto, general Peter Pace.  Rumsfeld renunciou em novembro de 2006.  Em 2008, o Presidente do Estado-Maior Conjunto, almirante Mike Mullen, sentiu-se obrigado a escrever uma carta aberta na qual lembrava a todos os militares que "os militares dos EUA devem permanecer apolíticos em todos os momentos". 

## Ligações externos
- The Truman Library: Firing of MacArthur, a collection of primary sources (archive)
  - The Truman Library (live)
- The Truman vs. MacArthur Controversy: Speeches, Documents, Letters, etc., American Experience, PBS
- The Presidents: Truman: Video on Relief of MacArthur, American Experience, PBS